# Zündapp

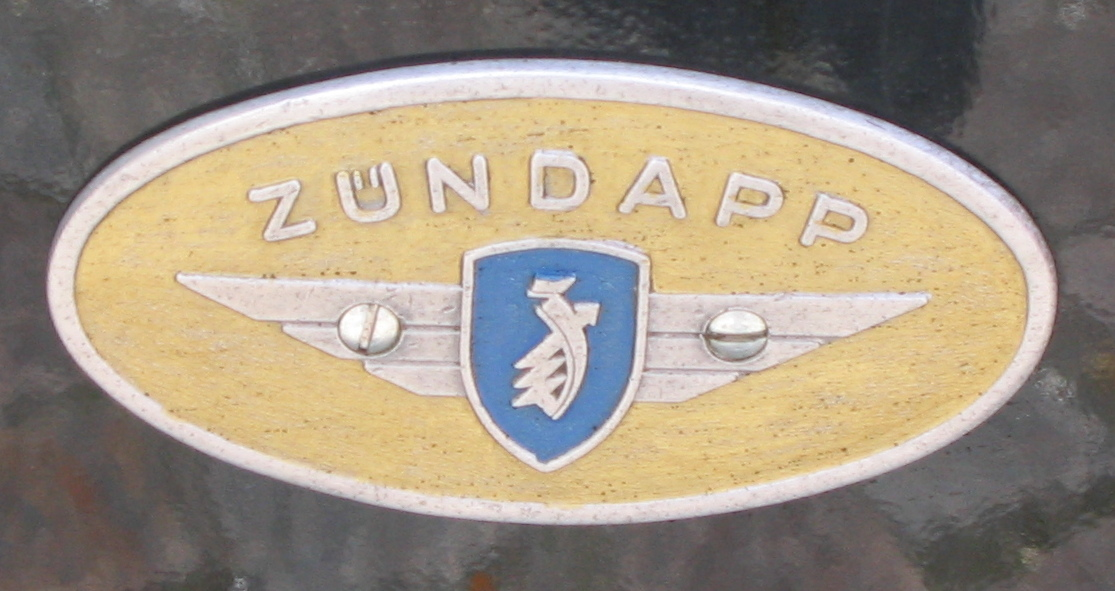
Logo

Zündapp is een historisch Duits merk van auto's, bromfietsen, grasmaaiers, naaimachines, rijdende mijnen (de Goliath) en motorfietsen.
De naam Zündapp is een samentrekking van de bedrijfsnaam Zünder-Apparatebau-Gesellschaft mbH Nürnberg.
De bedrijfsnaam was vanaf 1919 Zündapp Gesellschaft für den Bau von Spezialmaschinen mbH, vanaf 1939 Zündapp-Werke GmbH, Neurenberg en München.

## Geschiedenis
Het bedrijf Zünder-Apparatebau-Gesellschaft mbH werd op 17 september 1917 opgericht door Fritz Neumeyer samen met de gebroeders Thiel (klokken- en gereedschapmakers) en Friedrich Krupp A.G. (een staalfabrikant). Neumeyer zelf produceerde tot op dat moment radiatoren, maar de nieuwe firma zou exploders (dynamo's voor het elektrisch ontsteken van explosieven) gaan produceren. In november 1918 waren er al 1800 werknemers in dienst. Krijgsgevangenen werden als dwangarbeider ingezet. Door de ontwapeningsparagraaf van het Verdrag van Versailles moest het bedrijf omzien naar ander emplooi. Er werden dynamo's en startmotoren geproduceerd, maar het bedrijf stond aan het eind van 1919 op het punt failliet te gaan. Neumeyer kocht zijn zakenpartners uit en vormde het bedrijf om tot de Zündapp Gesellschaft für den Bau von Spezialmaschinen m.b.H. Men ging onder andere bouten en moeren produceren. Na een bezoek aan de Berliner Automobil- und Motorradausstellung in 1921 besloot Neumeyer motorfietsen te gaan produceren.

### Jaren twintig

#### Bedrijf

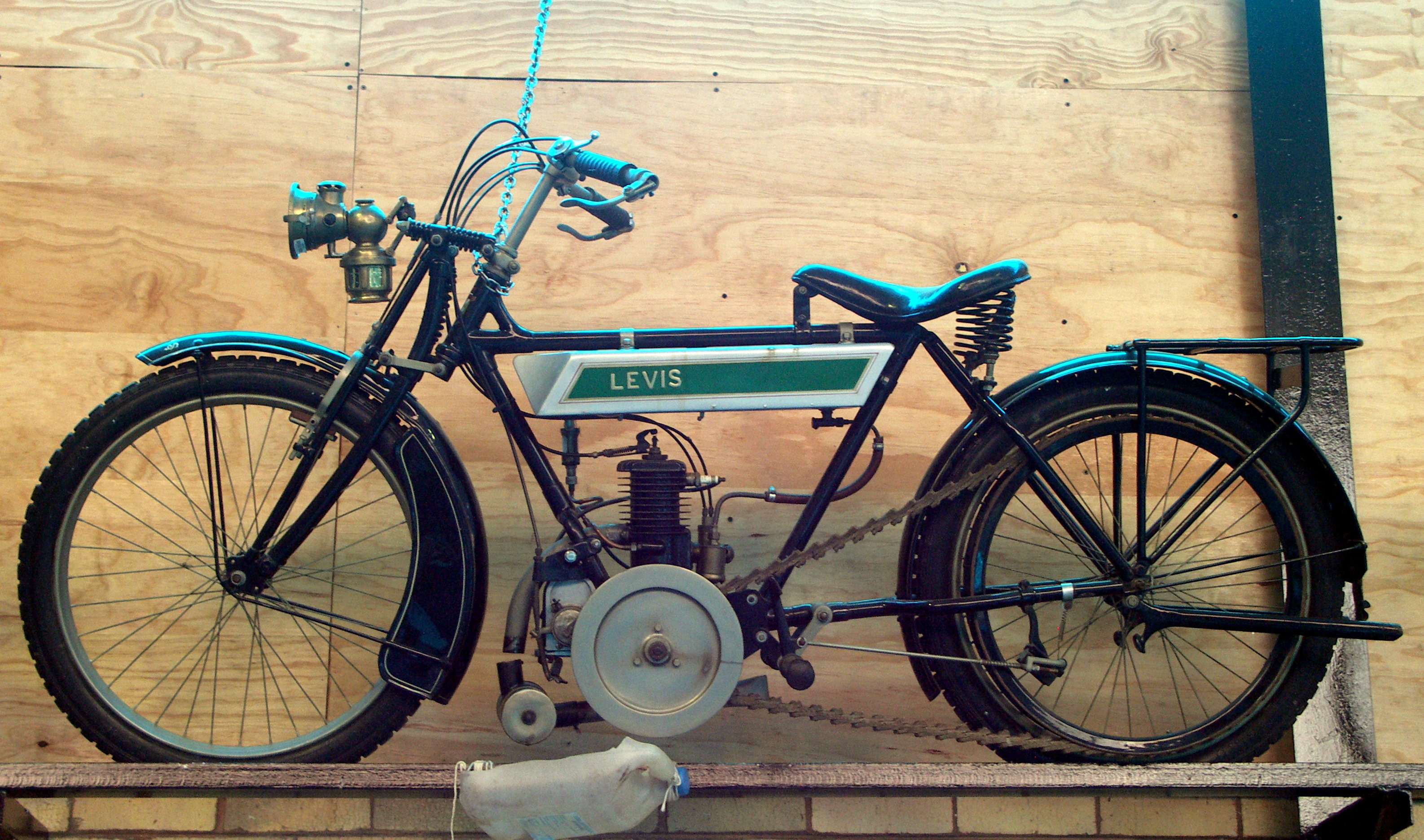
De eerste Zündapp was een bijna exacte kopie van deze 211cc-Levis

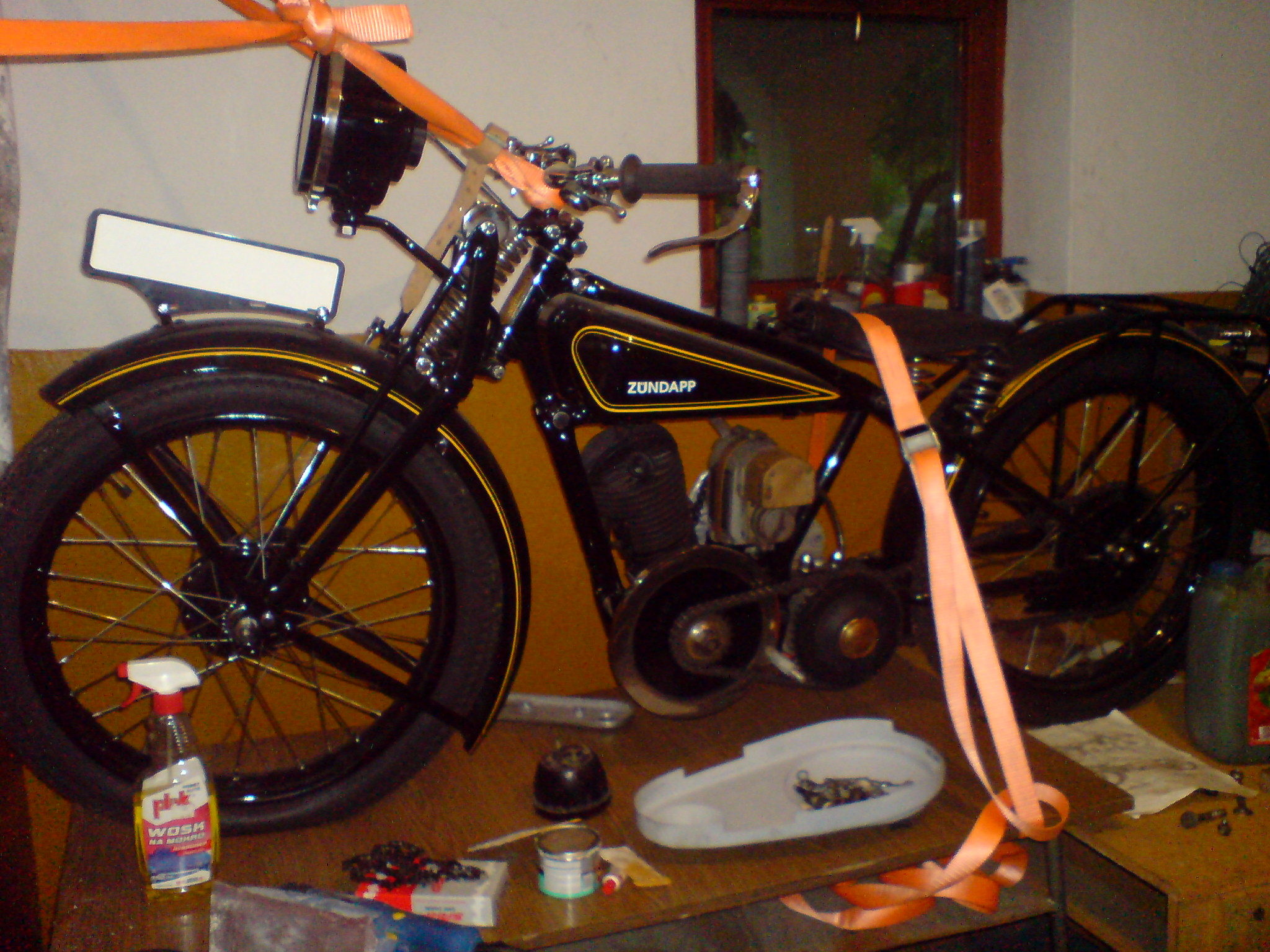
Z 200

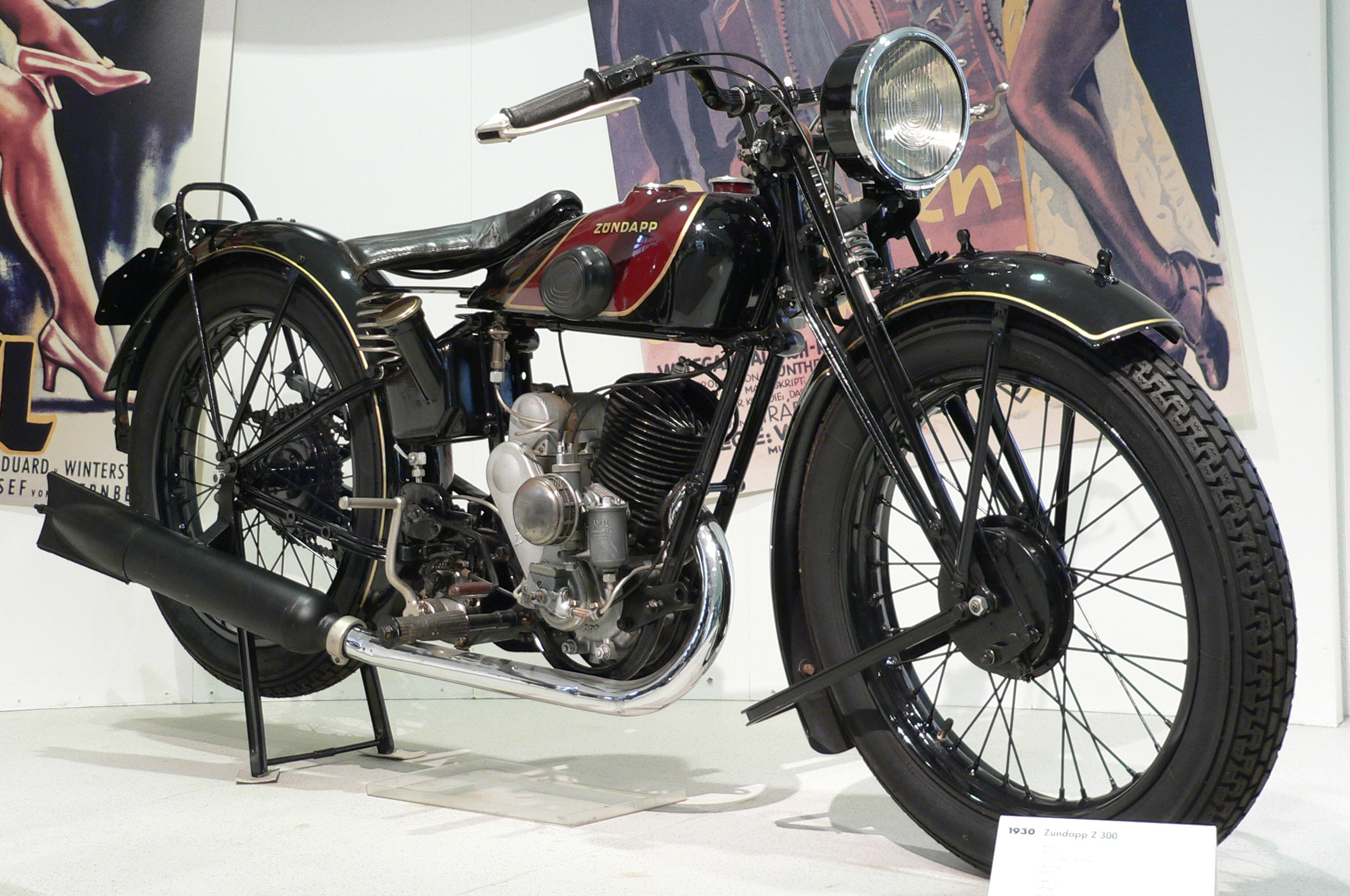
Z 300

Zündapp begon met goedkope tweetaktmotoren, die aanvankelijk kopieën waren van 211 cc Britse motorfietsen. Er kwamen ook 250- en 300cc-modellen, maar toen de Duitse regering in 1928 de bevolking mobiel wilde maken door motorfietsen tot 200 cc belasting- en rijbewijsvrij te maken werden ook deze modellen belangrijk voor het merk. In de jaren twintig was DKW (in 1928 de grootste motorfietsenproducent ter wereld) de grootste concurrent van Zündapp. BMW bediende toen nog een andere markt, die van dure, zware viertakten, maar er waren honderden kleine Duitse merken die goedkope motorfietsen met inbouwmotoren maakten, maar slechts enkele jaren overleefden. Vaak waren ze in de jaren tien afhankelijk geweest van oorlogsproductie tijdens de Eerste Wereldoorlog en hadden ze - vergeefs - nieuw emplooi gezocht in de motorfietsenproductie. De crisis die vanaf 1923 ontstond door de Duitse herstelbetalingen na de Eerste Wereldoorlog kostte de meeste de kop. Zündapp overleefde en voerde in 1924 zelfs de lopende band in. De Zündappmodellen werden aan het einde van de jaren twintig in vier verschillende werkplaatsen geproduceerd om de enorme vraag bij te benen. In 1929 werd een geheel nieuwe fabriek aan de Dieselstrasse in Neurenberg-Schweinau geopend.

#### Motorfietsen
- Z 22, Z 2 G, Z 249: Het eerste Zündappmodel uit 1921 was een bijna exacte kopie van de Engelse Levis 211 cc-tweetakt met riemaandrijving en een Druid parallellogramvork. In de Zündappuitvoering leverde het machientje 2½ pk, terwijl voor de Levis 3 pk werd opgegeven. Deze machine bleef tot 1924 in productie. In 1922 verscheen de verbeterde versie Z 2 G (Getriebe), met een tweeversnellingsbak. Klanten met een Z 22 konden deze versnellingsbak ook laten monteren. Levis had ook een 250cc-versie gebouwd, waarmee men redelijk succesvol was in de opkomende wegraces. Zündapp volgde dat voorbeeld door de slag van de 211 cc-motor te vergroten, waardoor in 1923 de 2¾ pk sterke Z 249 ontstond. Zündapp bracht ten opzichte van de Levismachines wel enkele verbeteringen aan: de voorvork en het frame werden verstevigd, de ontsteking gemoderniseerd en er werd een door Zündappbedrijfsleider Fritz Hintermayer ontwikkelde carburateur gemonteerd. In 1924 gingen al deze modellen uit productie, toen de kettingaangedreven K 211 en K 249 verschenen.

- K 211 en K 249: De voorgangers hadden nog riemaandrijving gehad, maar de K (Kette)-serie kreeg kettingaandrijving. De K 211 uit 1924 was een wat sportievere uitvoering van de eveneens 211 cc grote Z 2 G, met een lager stuur en ook een wat lager frame, maar motorisch was er niets veranderd: de machine leverde nog steeds niet meer dan 2½ pk. De K 249 was ten opzichte van de Z 249 op dezelfde manier gewijzigd: een lager frame en stuur en kettingaandrijving. Maar deze leverde wél iets meer vermogen: 3½ pk en dat werd na enige tijd zelfs op 4½ pk gebracht. In november 1924 werd de 10.000ste Zündapp geproduceerd, een K 249. Beide machines bleven tot 1925 in productie.

- EM 249 en EM 300: In 1925 verscheen de EM (Einheitsmodell) 249. Deze machine was op enkele punten aangepast ten opzichte van de K 249: het stuur was nu vlak en de Druid-voorvork was vervangen door een Webbvork. Het model had drie versnellingen. Een EM 249 was in 1927 de 25.000ste Zündapp motorfiets. In 1928 werd dit model opgevolgd door de EM 300. Men had nu de boring vergroot om op 300 cc te komen. De EM 300 leverde 8 pk, waardoor men een grote sprong voorwaarts maakte. Ter vergelijking: de veel duurdere 250cc-viertakt BMW R 39 leverde slechts 6½ pk.

- Z 200 en Z 300: De invoering van een nieuwe Duitse wet uit 1928 dwong zowel BMW als Zündapp om modellen onder de 200 cc uit te brengen. Die mochten namelijk belastingvrij en zonder rijbewijs bestuurd worden, waardoor ze enorm populair werden. De BMW R 2 was met zijn plaatframe en asaandrijving desondanks vrij duur, in elk geval veel duurder dan de eenvoudige tweetakten die Zündapp aanbood. Stadgenoot van Zündapp Hercules greep de nieuwe wetgeving aan om de in 1907 gestaakte motorfietsproductie weer op te pakken. De Zündapp Z 200 en Z 300 modellen uit 1928 hadden geheel nieuwe tweetaktmotoren. De cilinder helde iets naar voren. De Z 200 bleef slechts één jaar in productie. De machine had drie versnellingen en leverde 4½ pk. De boring was 2 mm kleiner dan die van de 211cc-modellen, de slag was gelijk. De Z 300 had dezelfde boring/slagverhouding dan de EM 300 en leverde eveneens 9 pk. Deze machine verdween in 1929 uit de catalogus, nadat een Z 300 als 30.000ste Zündapp van de band gerold was.

##### Technische gegevens

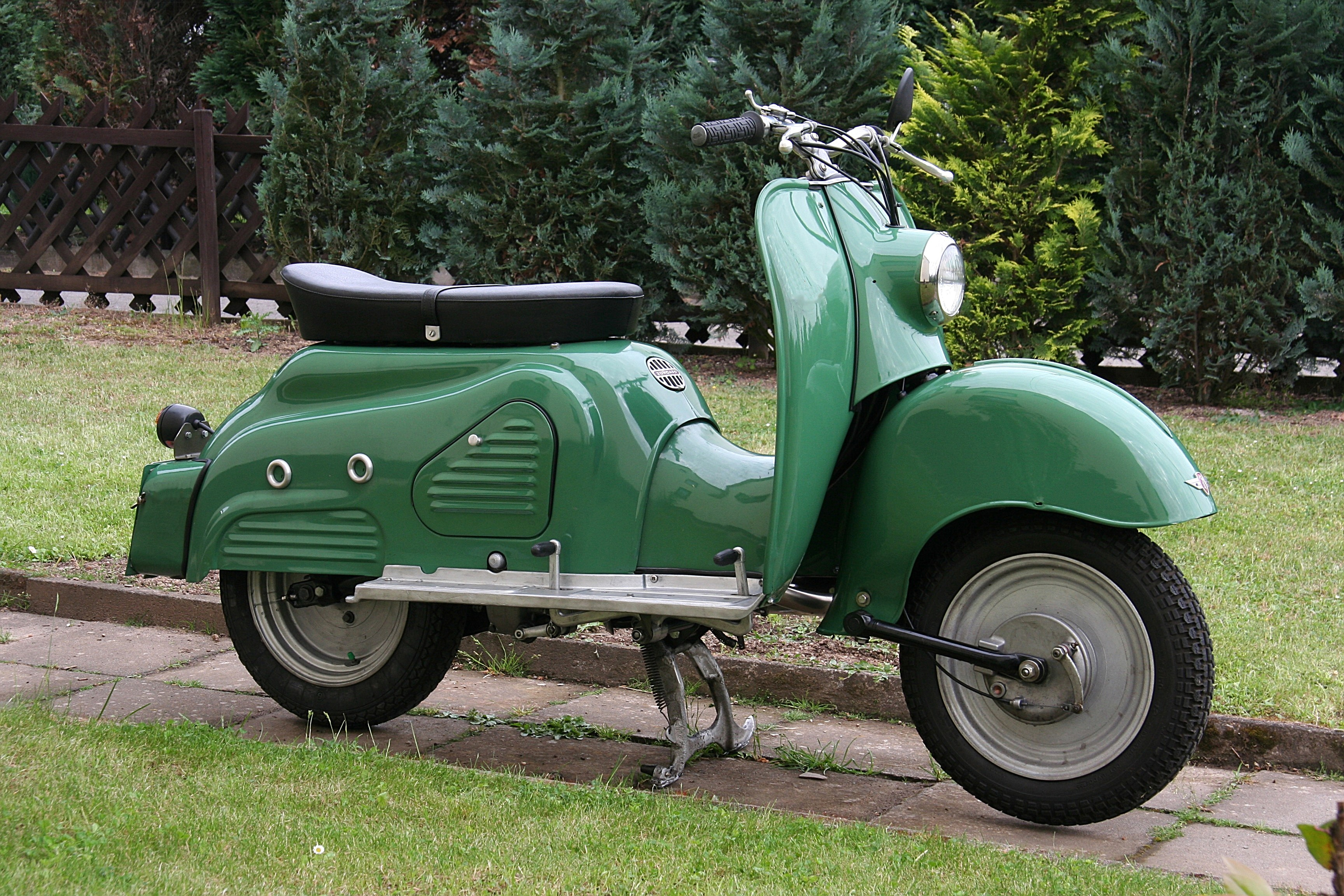
Bella R 154

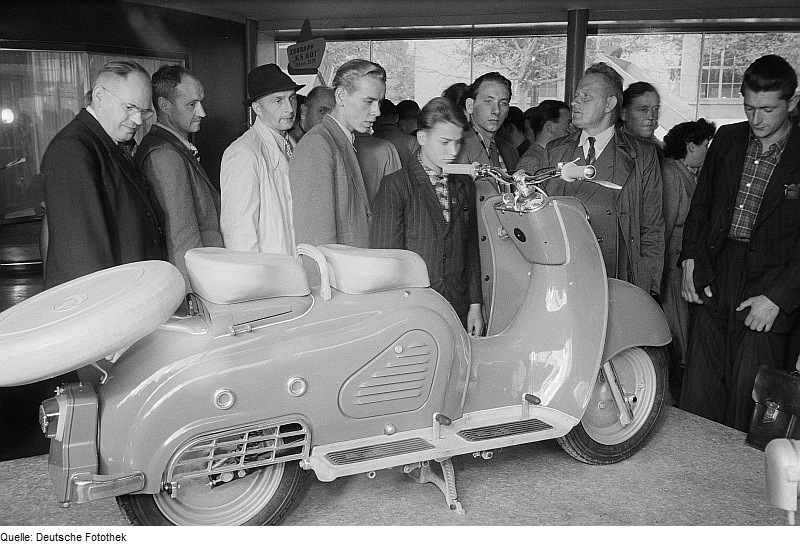
Het rekje naast het achterwiel was een accessoire. Het kon opengeklapt worden om als bagagedrager te dienen.

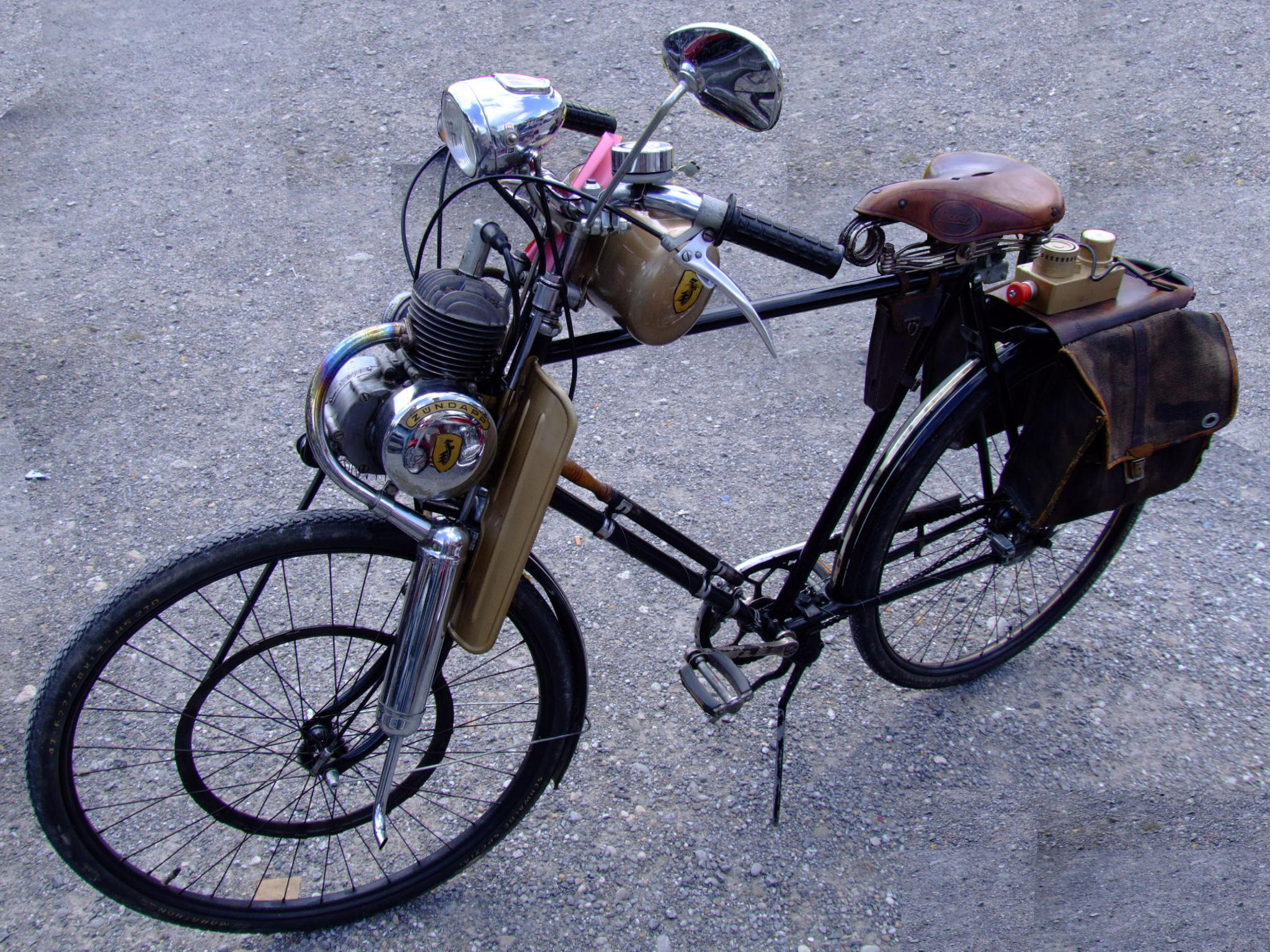
De Combimot KM 48 als voorwielaandrijver met riemaandrijving uit 1953

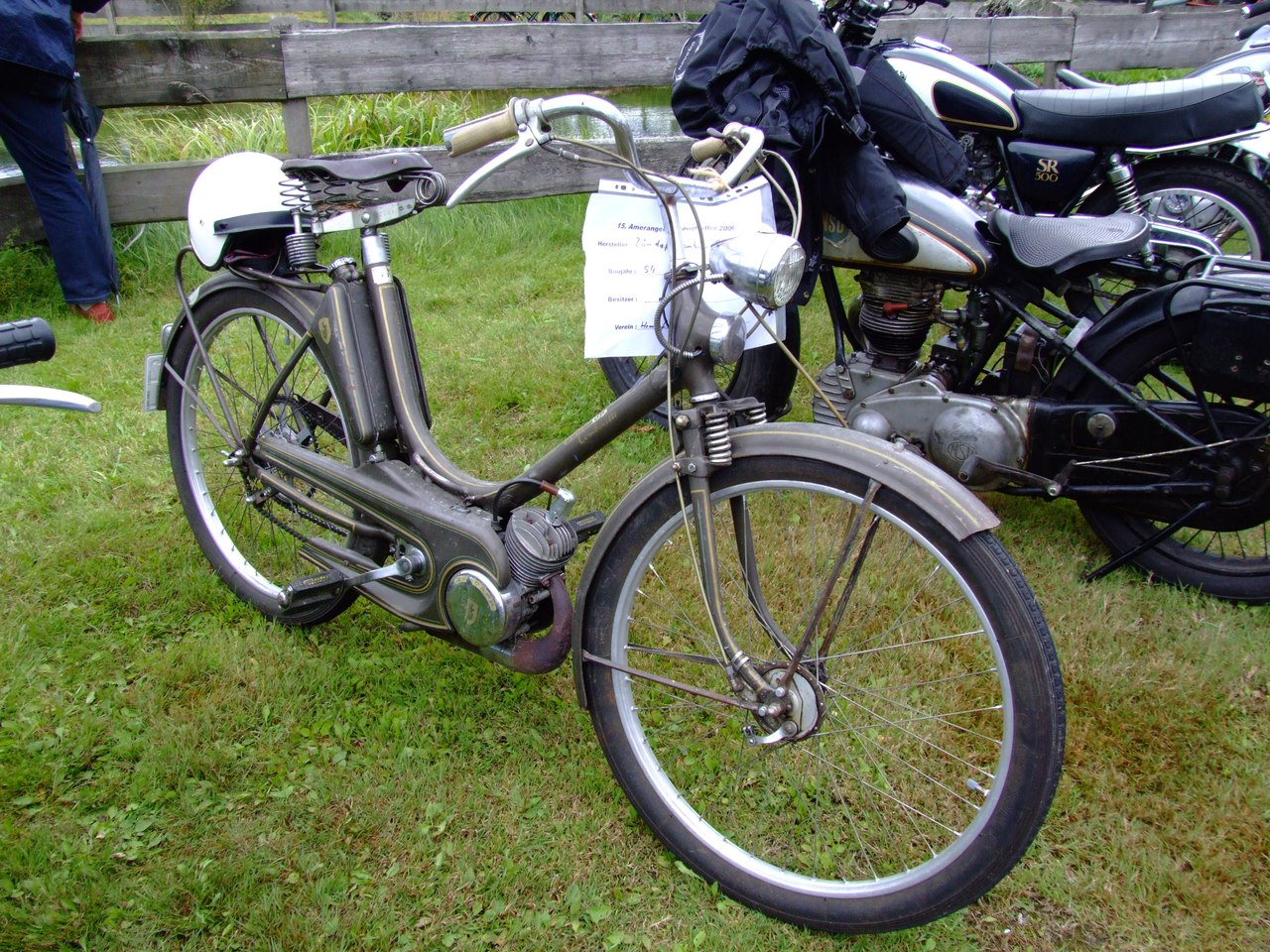
Zündapp Combinette met kettingaandrijving uit 1954. Omdat de KM 48 motor ook met riemaandrijving leverbaar was, was de Combinette dat ook.

| Zündapp         | Z 22                              | Z 2 G                             | Z 249                             | K 211                             | K 249                             | EM 249                            | EM 300                            | Z 200                             | Z 300                             |
| --------------- | --------------------------------- | --------------------------------- | --------------------------------- | --------------------------------- | --------------------------------- | --------------------------------- | --------------------------------- | --------------------------------- | --------------------------------- |
| Periode         | 1921-1924                         | 1922-1924                         | 1923-1924                         | 1924-1925                         | 1924-1925                         | 1925-1927                         | 1928                              | 1928                              | 1928-1929                         |
| Categorie       | toer                              | toer                              | toer                              | sport                             | sport                             | toer                              | toer                              | toer                              | toer                              |
| Motortype       | Kamzuiger tweetaktmotor           | Kamzuiger tweetaktmotor           | Kamzuiger tweetaktmotor           | Kamzuiger tweetaktmotor           | Kamzuiger tweetaktmotor           | Kamzuiger tweetaktmotor           | Kamzuiger tweetaktmotor           | Kamzuiger tweetaktmotor           | Kamzuiger tweetaktmotor           |
| Bouwwijze       | Luchtgekoelde staande eencilinder | Luchtgekoelde staande eencilinder | Luchtgekoelde staande eencilinder | Luchtgekoelde staande eencilinder | Luchtgekoelde staande eencilinder | Luchtgekoelde staande eencilinder | Luchtgekoelde staande eencilinder | Luchtgekoelde staande eencilinder | Luchtgekoelde staande eencilinder |
| boring          | 62 mm                             | 62 mm                             | 62 mm                             | 62 mm                             | 62 mm                             | 62 mm                             | 68 mm                             | 60 mm                             | 68 mm                             |
| slag            | 70 mm                             | 70 mm                             | 82,5 mm                           | 70 mm                             | 82,5 mm                           | 82,5 mm                           | 82,5 mm                           | 70 mm                             | 82,5 mm                           |
| Cilinderinhoud  | 211 cc                            | 211 cc                            | 249 cc                            | 211 cc                            | 249 cc                            | 249 cc                            | 298 cc                            | 198 cc                            | 298 cc                            |
| Max. Vermogen   | 2,5 pk bij 2.600 tpm              | 2,5 pk bij 2.600 tpm              | 2,75 pk bij 2.600 tpm             | 2,5 pk bij 2.600 tpm              | 3,5 pk bij 2.600 tpm              | 4,5 pk bij 3.100 tpm              | 8 pk bij 3.000 tpm                | 4,5 pk bij 3.300 tpm              | 9 pk bij 3.200 tpm                |
| Topsnelheid     | 65 km/h                           | 65 km/h                           | 70 km/h                           | 65 km/h                           | 70 km/h                           | 80 km/h                           | 90 km/h                           | 80 km/h                           | 90 km/h                           |
| Aandrijving     | riem                              | riem                              | riem                              | ketting                           | ketting                           | ketting                           | ketting                           | ketting                           | ketting                           |
| Versnellingen   | geen                              | 2                                 | 2 of 3                            | 3                                 | 3                                 | 3                                 | 3                                 | 3                                 | 3                                 |
| Rijwielgedeelte | Stalen buisframe                  | Stalen buisframe                  | Stalen buisframe                  | Stalen buisframe                  | Stalen buisframe                  | Stalen buisframe                  | Stalen buisframe                  | Stalen buisframe                  | Stalen buisframe                  |
| Leeg gewicht    | 58 kg                             | 73 kg                             | 75 kg                             | 75 kg                             | 75 kg                             | 85 kg                             | 100 kg                            | 86 kg                             | 105 kg                            |
| Voorvork        | Druid parallellogram              | Druid parallellogram              | Druid parallellogram              | Druid parallellogram              | parallellogram                    | Webb parallellogram               | Webb parallellogram               | Webb parallellogram               | Webb parallellogram               |
| Achtervork      | Star                              | Star                              | Star                              | Star                              | Star                              | Star                              | Star                              | Star                              | Star                              |
| Voorganger      | Geen                              | Z 22                              | geen                              | Z 22 en Z 2 G                     | Z 249                             | K 249                             | EM 249                            | geen                              | EM 249                            |
| Opvolger        | K 211                             | K 211                             | K 249                             | K 211                             | EM 249                            | EM 300 en Z 300                   | Z 300                             | Rekord en S 200                   | S 300                             |

#### Triporteurs
- Lastendreirad en Kastendreirad: Van de EM 249 en de EM 300 werden vanaf 1927 ook de driewielige transportmotorfiets Lastendreirad gebouwd. De voorkant was helemaal motorfiets, maar aan de achterkant zaten twee wielen met een laadbak. In 1928 verscheen het Kastendreirad, met een gesloten laadruimte. Er waren zelfs versies voor personenvervoer. Er werden er ca. 2.500 van geproduceerd. Ze kostten indertijd, afhankelijk van de uitvoering, tussen 1500 en 1830 Reichsmark. De productie lag een tijdje stil, maar werd in 1933 voortgezet, naast de kleine vrachtauto, de Schnelllieferwagen.

### Jaren dertig

#### Bedrijf
Juist op het moment dat Hans-Friedrich Neumeyer, de zoon van de oprichter, in juli 1929 bedrijfsleider werd begon de motorfietsenverkoop in Duitsland te dalen. Ondanks de heersende recessie beleefde Zündapp in de jaren dertig grote technische vooruitgang. De slecht presterende kamzuiger-tweetakten kregen een door Richard Küchen ontwikkelde omkeerspoeling met vlakke zuigers. Zündapp werd daarop door DKW aangeklaagd, omdat het omkeerspoelingpatent van ingenieur Adolf Schnürle in handen was van DKW. Zündapp moest vanaf dat moment 6 Reichsmark per motor aan DKW betalen. In 1930 begon men zwaardere (viertakt)modellen te produceren. Aanvankelijk met blokken die als inbouwmotor werden ingekocht bij Rudge Python, maar later voor Zündapp werden ontwikkeld door Richard Küchen en Ernst Schmidt. 1932 was voor Zündapp een soort tussenjaar, in afwachting van de nieuwe motoren die door de gebroeders Küchen ontwikkeld gingen worden. Alle voorgaande modellen verdwenen en werden vervangen door drie modellen die slechts één jaar in productie zouden blijven. In 1933 verschenen liefst negen nieuwe modellen. Men bleef lichte tweetakten met kettingaandrijving produceren, maar de zware viertaktboxermotoren van de gebroeders Küchen waren helemaal nieuw en vooral de topmodellen K 600 en K 800 met hun vier cilinders waren spectaculair. Men keek nadrukkelijk naar de modellen van BMW en de letter "K", die in de jaren twintig nog voor Kettenantrieb had gestaan, werd nu voorbehouden aan de Kardanmodellen. Deze modellen hielpen Zündapp goeddeels uit de crisis: het marktaandeel steeg tot bijna 13%. Vooral BMW, dat zich vooral op zware modellen richtte, kreeg er een concurrent bij. Zündapp bracht een enorme hoeveelheid verschillende modellen uit, die soms maar marginaal van elkaar verschilden, maar toch werden plaat- en buisframes, langsgeplaatste- en dwarsgeplaatste motoren en ketting- en asaandrijving toegepast. De populaire modellen tot 200 cc bleven belangrijke producten. In de aanloop naar de Tweede Wereldoorlog werden een aantal modellen aangepast aan militair gebruik, vaak alleen door ze in een andere kleur te spuiten. In 1937 werd voor de oorlogsproductie de fabriek aan de Dieselstraße uitgebreid met het Werk II. Zelfs deze nieuwe fabriek kon de vraag niet aan, zodat de oude fabriek, die nu Werk I heette, ook aan deze productie moest werken. Zündapp had dus een meer dan goede relatie met het nazi-regime. Mogelijk was dat ook de reden van de naamsverandering in 1938 in Zündapp Werke G.m.b.H. Generaal Adolf von Schell had een plan bedacht om de Duitse auto- en motorfietsindustrie te standaardiseren. Als veel bedrijven gelijksoortige voertuigen zouden produceren zou dat de onderdelenvoorziening vereenvoudigen. De modellen van Zündapp, variërend van lichte, eenvoudige tweetakten tot zware viertakten en vooral veel geschikte zijspantrekkers, voldeden hierbij goed. In 1938 werd de 200.000ste Zündappmotorfiets geproduceerd. Het Schell-Plan werd op 2 maart 1939 ingevoerd. In dat jaar leverde Zündapp al 22.766 motorfietsen aan de Wehrmacht.

#### Motorfietsen
- Rekord, S 200 en S 300: De 200cc-Zündapp Rekord kwam in 1930 op de markt en was ten opzichte van de voorgaande modellen veel moderner vormgegeven. De machine had een zadeltank, een vissenstaartuitlaat en een soort ergonomiepakket: het stuur en de voetsteunen waren aan de lengte van de bestuurder aan te passen. Opvallend was dat de motor weer een rechtopstaande cilinder had, met de maten van de Z 200, maar met een vermogen van 6 pk. De eerste versie, de Rekord I, had nog magneetontsteking, de Rekord II uit 1931 had batterijontsteking. De S 200 had juist weer de hellende cilinder, maar week verder maar weinig af van de Rekord en leverde ook 6 pk. De S 300 (Stahlmodell) had deze hellende cilinder nu ook, maar leverde net als zijn voorganger Z 300 nog steeds 9 pk. Al deze modellen verdwenen in 1931 weer.

- S 500 Touren en SS 500 Sport: In de jaren twintig had Zündapp zich beperkt tot eencilindertweetakten met motorblokken uit de eigen fabriek. In de jaren dertig ging men zich richten op zwaardere modellen. Dat moest ook wel, want om de teruglopende verkopen te verbeteren wilde Zündapp zijn dealers verplichten uitsluitend Zündapps te verkopen. Omdat sommige klanten de voorkeur gaven aan viertaktmotoren waren ze gedwongen andere merken te verhandelen. Zündapp had enkele prototypes met JAP- en Küchenmotoren beproefd, maar die hadden de productie niet gehaald. In 1930 bracht men daarom de S 500 Touren uit, die een 18 pk sterke 499cc-kopklepmotor met vier kleppen van Python (Rudge) had. Het sportmodel, de SS 500 Sport kwam in hetzelfde jaar op de markt, had ook een Python-kopklepmotor, maar leverde 22 pk. De productie van beide modellen eindigde al in 1931.

- B 170 Zugvogel, B 200 en S 350 Avus: In 1932 bracht Zündapp een zeer licht tweetaktje uit, de 170cc-Zugvogel met een blokmotortje. Deze motorfiets woog slechts 90 kg en had een eigen trapeziumvork. Het blokje leverde 4½ pk. In hetzelfde jaar verscheen de B 200 als opvolger van de S 200, nog steeds met de hellende cilinder, maar eigenlijk wat primitiever in afwerking. Bij de S 200 was het vliegwiel weggewerkt, maar de B 200 had weer een vrijliggend vliegwiel. De S 350 Avus was tot dat moment de zwaarste tweetakt die het merk te bieden had. Het was een tot 73 mm opgeboorde 300cc-motor met buitenliggend vliegwiel en de inmiddels gebruikelijke vissenstaartuitlaten.

- Derby serie: DB 175, DE 200, DL 200, K 200: De DB 175 uit 1933 was de lichtste Zündapp van de nieuwe Derby-serie en had een vliegwielmagneetontsteking. De kleinere cilinderinhoud werd bereikt door de boring van de 200cc-motor iets kleiner te maken (56 mm). De DB 175 verdween in 1934 uit de catalogus. Hij werd opgevolgd door de DB 200. Daarnaast verschenen twee nieuwe 200cc-tweetakten die de naam Derby kregen: de DE (Derby Einfach) en de DL (Derby Luxus), die de gebruikelijke kamzuigertweetaktmotoren met buitenliggend vliegwiel hadden maar met één pk extra: 7 pk. Zij hielden het tot 1935 vol. Een bijzonder model was de K 200 (1933-1934). Ook deze machine had een 200cc-kamzuigertweetakt, maar deze was langsgeplaatst, om de asaandrijving naar het achterwiel mogelijk te maken. Net als de viertakt OK 200 was bij deze machine goed naar de BMW R 2 gekeken: ook die had een plaatframe, een langsgeplaatste motor en asaandrijving.

- OK 200: De OK 200 werd alleen in 1933 geleverd. De machine leek erg veel op de BMW R 2 en had ook een viertaktmotor met kopkleppen. Hoewel de R 2 zo goedkoop mogelijk gebouwd was, kreeg de OK 200 een toch vrij dure koningsasaandrijving naar de nokkenas, een onderhoudsvrije asaandrijving naar het achterwiel en het plaatframe dat ook veel gelijkenis met dat van de BMW vertoonde. De Zündapp OK 200 had een trapeziumvoorvork, terwijl de BMW een getrokken schommelvork had. Het vermogen van de OK 200 was met 8½ pk veel hoger dan dat van de eerste series van de R 2, die slechts 6 pk leverden. Dat was waarschijnlijk de reden dat BMW de R 2 in 1934 opvoerde tot 8 pk. De belangstelling voor de OK 200 was echter gering, waardoor het model na een jaar weer verdween.

- K 400, K 500, K 600 en K 800: Voor het modeljaar 1933 werden door de gebroeders Küchen verschillende een- en meercilinders ontwikkeld, waaronder de eerste Zündapp-tweecilinderboxermotor, waarmee het merk zo beroemd zou worden. In dat jaar presenteerde Zündapp liefst vier boxermodellen. Het kleinste was de K 400, een 400cc-zijklepboxermotor die slechts 10 pk leverde. De concurrerende machine van BMW was de R 4, een eencilinder kopklepper die eerst 12 maar later zelfs 14 pk leverde. De K 400 was opgebouwd zoals de eencilinder OK 200, met een als dubbel wiegframe uitgevoerd plaatframe, asaandrijving en een trapeziumvork. De K 400 bleef slechts één jaar bestaan. De K 500 had een grotere boring dan de 400, en leverde in 1933 14 pk, maar werd later opgevoerd tot 16 pk. Deze motorfiets zou tot in 1940 in productie blijven. De 100.000ste Zündapp in september 1933 was een K 500. De K 600 was een viercilinder zijklepper, die opvallend genoeg dezelfde slag van 66,6 mm had als de 400- en de 500cc-tweecilinders. De boring was dan ook drastisch teruggebracht tot 53 mm. Met zijn 15 pk en maximaal 100 km/uur moest ook deze machine concurreren met de BMW R 4. Qua vermogen zou dat misschien nog lukken, maar de eencilinder BMW woog slechts 120 kg, de viercilinder Zündapp woog 193 kg. Bovendien was de BMW aanmerkelijk sneller. Na één jaar verdween de K 600 van de markt. De K 800 werd wel een groot succes, en zou tot in 1938 in productie blijven (toen werd de productie van civiele motorfietsen vervangen door de militaire K 800 W). Deze viercilinder leverde dan ook 20 (latere modellen zelfs 22) pk en haalde 125 km/h. Bovendien was het model heel netjes afgewerkt, met mooie hitteschilden over de achterste uitlaten en afdekplaten boven de achtervork. De K 800 was in elk geval groter dan de grootste BMW's van dat moment, de 750cc-R 11 en de R 16.

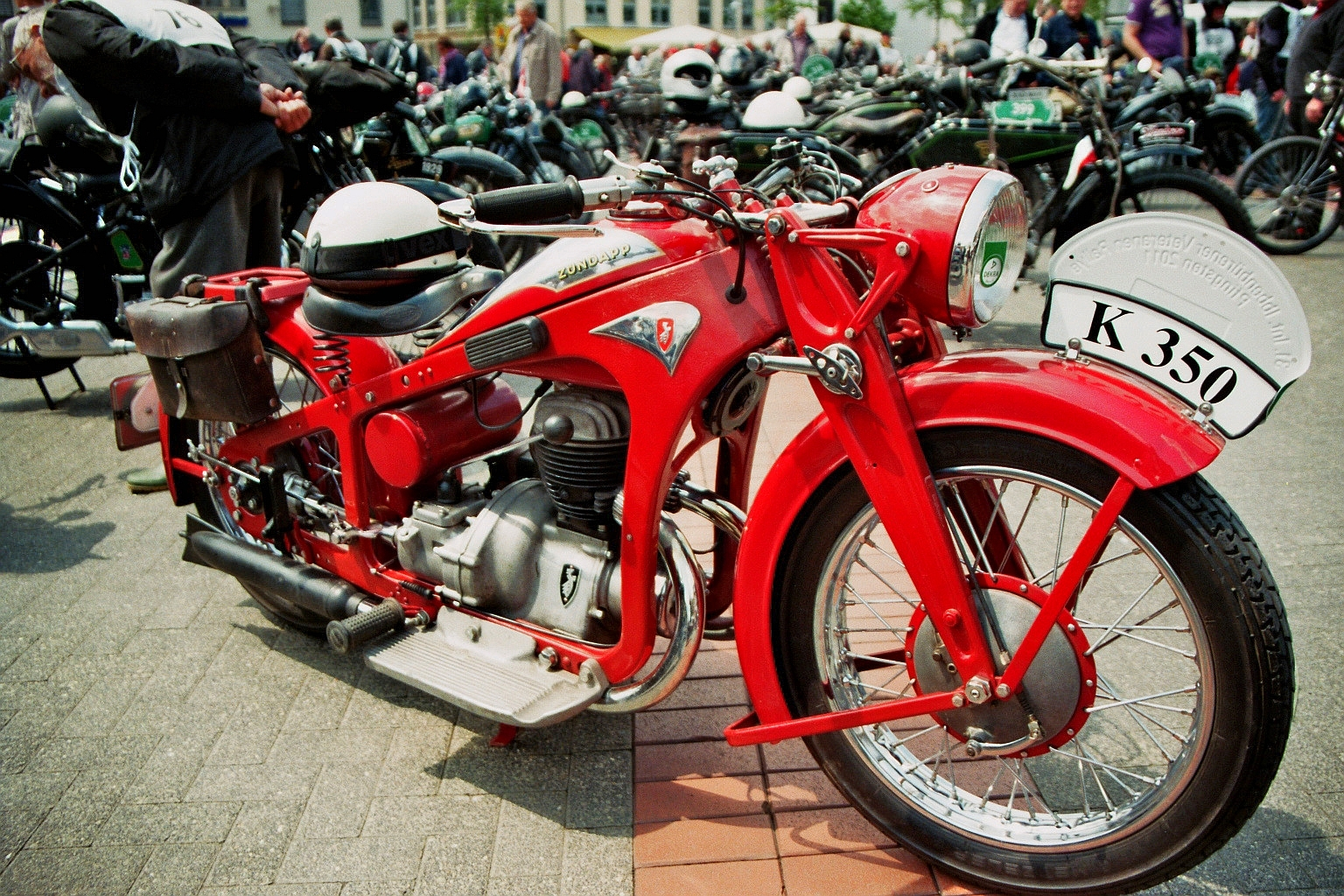
De K 350 werd in 1935 en 1936 geproduceerd

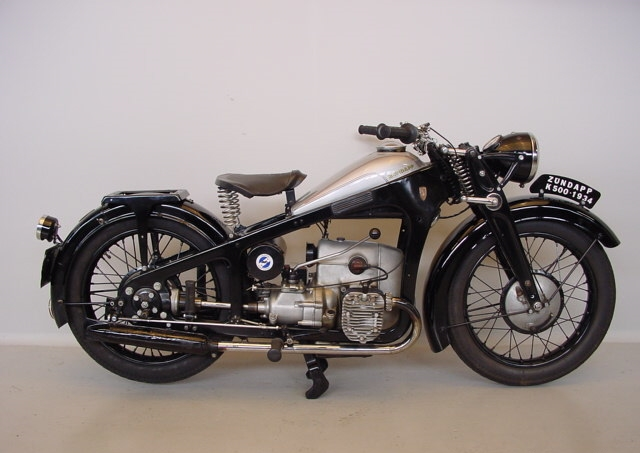
KS 500 uit 1934

- DB 200, DBK 200, DBL 200, DBT 200, DK 200, KK 200, K 350 en KK 350: In 1935 bood Zündapp liefst acht verschillende 200cc-modellen aan: de in 1933 gepresenteerde Derby DE en DL 200, en zes nieuwelingen. Allereerst de low budget DB 200 tweetakt. Deze kreeg al snel de bijnaam Bauernmotorrad. Het zou een belangrijk model uit de Zündapp-geschiedenis worden. Aan het begin van de Tweede Wereldoorlog ging de machine uit productie, maar in 1947 zou het model terugkomen als de eerste naoorlogse Zündapp. De DB 200 leverde 7 pk en had een stalen buisframe en kettingaandrijving. De DBT (Tachometer=snelheidsmeter) en de DBL (Luxus) verschilden nauwelijks van de standaard DB 200. De DK 200 had dezelfde motor en eveneens kettingaandrijving, maar was voorzien van het plaatframe. De letter "K" stond hier voor Kastenrahmen. Het werd geen succes en de machine verdween na één productiejaar, om in 1936 opgevolgd te worden door de DBK 200. Die had dus ook kettingaandrijving, maar was verder niet veel gewijzigd. De DBK 200 bleef tot 1938 in productie. De KK 200 was de opvolger van de K 200 en had dus ook de langsgeplaatste tweetaktmotor en asaandrijving. Ook deze motorfiets was geen groot succes, en stond in 1936 voor het laatst in de folder. De K 350 werd in 1935 en 1936 geproduceerd en was een grotere versie van de K 200, met een plaatframe en asaandrijving. Opvallend was dat dit een nieuwe tweetaktmotor was, met een andere boring/slagverhouding dan die van de S 350 Avus. De opvolger KK 350 kwam al in 1936 op de markt, maar verdween al in 1937. De K 350 leverde 12 pk, maar de KK 350 slechts 11 pk.

- KS 500, KKS 500 en KKS 500 R: Met de komst van de KS 500 in 1936 zette Zündapp voor het eerst een sportmodel met de boxermotor in de markt. Daarvoor had het model dan ook een kopklepmotor gekregen. Hij leverde liefst 24 pk, 8 pk méér dan de K 500. De KS 500 bleef tot in 1939 te koop. In 1937 en 1938 kreeg de machine een even sterke maar door een lager gewicht iets snellere broer, de KKS 500, waarvan ook een racemodel werd afgeleid, de KKS 500 R. Als deze machines hadden plaatframes en uiteraard asaandrijving.

- DB 250 en DS 350: De laatste 250cc-machine van Zündapp was de EM 249 geweest, die in 1927 uit productie was gegaan. Pas in 1937 kwam er een nieuwe, de 8½ pk sterke DB 250, die net als het DB 200 model een stalen buisframe had. Verder waren de specificaties conform wat gebruikelijk was: kettingaandrijving, een trapeziumvoorvork en nog geen achtervering. De DS 350 uit 1937 was een sportmodel met een eencilinderviertaktmotor die 18 pk leverde en 140 kg woog. Hij had een bijzondere klepbediening. Er waren aparte nokkenassen voor de in- en uitlaatkleppen, maar deze waren vóór en achter de krukas geplaatst, waardoor er ook een stoterstang vóór- en een achter de cilinder stond. Deze techniek werd ook bij de Zündapp vliegtuigmotoren toegepast.

- DBK 250 en KS 600: In 1938 verscheen de DBK 250 om de DBK 200 op te volgen. De machine werd naast de DB 250 geleverd, maar had een plaatframe, zoals zijn voorganger. De productie eindigde in 1940. De KS 600 verscheen in hetzelfde jaar. De K 600 viercilinder zijklepper uit 1933 had het niet gered, maar de KS 600 kreeg net als de KS 500 een tweecilinder kopklepmotor. De KS 600 had 28 pk aan boord, ruim voldoende om de 600cc-BMW R 6 (18 pk) en zelfs de R 5 (24 pk) achter zich te laten. De R 5 was echter een sportmotor, terwijl de KS 600 nadrukkelijk als toermotor en werkpaard verkocht werd. BMW bracht in 1938 de R 61 uit, die er met zijn uit ovale buis getrokken wiegframe weliswaar vlotter uitzag, maar nog steeds een 18 pk zijklepmotor had. De Zündapp KS 600 had nog een plaatframe. De machine werd populair als zijspantrekker, en zou tijdens de Tweede Wereldoorlog ook als Wehrmachtsgespann ingezet worden, naast de speciaal gebouwde KS 750. Na de oorlog was de KS 600 de eerste zware Zündapp die weer in productie kwam. Dat gebeurde in 1949. De productie van de eerste serie eindigde echter in 1941. Toen moest Zündapp zijn volledige productiecapaciteit inzetten voor de KS 750.

- DB 125, DL 125, DS 125: In 1928 had de Duitse wetgever het rijden op een motorfiets tot 200 cc belasting- en rijbewijsvrij gemaakt, om de mobiliteit onder de bevolking te vergroten. Dat was de reden dat vrijwel alle Duitse producenten 200cc-modellen in hun programma opnamen. In 1938 werd deze wet echter opgeheven, en veranderd in een belastingvoordeel voor motorfietsen tot 125 cc. Zündapp hield alleen de DB 200 in productie, maar bracht in 1938 voor deze nieuwe klasse drie modellen uit. De technische gegevens zijn voor alle drie gelijk, waarschijnlijk zaten er kleine verschillen in de uitrusting en opbouw, waardoor een basismodel (DB), een luxemodel (DL) en een sportmodel (DS) ontstond. Alle modellen leverden 4,7 pk. De productie eindigde bij het uitbreken van de oorlog.

- DB 200 W, K 500 W en K 800 W: In de aanloop naar de Tweede Wereldoorlog werden vrijwel alle bestaande Zündapp modellen ingezet als militaire motorfiets. Van sommigen werd een militaire versie gemaakt. Zo ontstonden de DB 200 W en de K 500 W. De "W" stond uiteraard voor Wehrmacht. Van de viercilinder K 800 werd echter een speciale uitvoering gebouwd. De machine werd voorzien van een tweede zweefzadel, zijtassen en banden met een zwaarder profiel. Ook werd een zijspancombinatie getest. De K 800 W werd echter niet in grote aantallen ingezet tijdens de oorlog. Dat werd gedaan door de speciaal geconstrueerde KS 750 tweecilinder. Zündapp leverde van 1938 tot 1941 5000 K 800 W's af. Ook de KS 600 zijspancombinaties werd in groten getale (meer dan 18.000 stuks) aan de Wehrmacht geleverd.

##### Technische gegevens <200cc
| Zündapp         | B 170 Zugvogel       | DB 175                        | Rekord              | S 200               | B 200               | DE 200              | DL 200              | K 200                | OK 200               | DK 200              | KK 200              | DB 200                 | DBK 200             | DB 125               | DL 125               | DS 125               |
| --------------- | -------------------- | ----------------------------- | ------------------- | ------------------- | ------------------- | ------------------- | ------------------- | -------------------- | -------------------- | ------------------- | ------------------- | ---------------------- | ------------------- | -------------------- | -------------------- | -------------------- |
| Periode         | 1932                 | 1933-1934                     | 1930-1931           | 1930-1931           | 1932                | 1933-1935           | 1933-1935           | 1933-1934            | 1933                 | 1935                | 1935-1936           | 1935-1940 en 1947-1951 | 1936-1938           | 1939-1940            | 1939-1940            | 1939-1940            |
| Categorie       | toer                 | toer                          | toer                | toer                | toer                | toer                | toer                | toer                 | sport                | toer                | toer                | toer                   | toer                | toer                 | toer                 | toer                 |
| Motortype       | kamzuiger tweetakt   | kamzuiger tweetakt            | kamzuiger tweetakt  | kamzuiger tweetakt  | kamzuiger tweetakt  | kamzuiger tweetakt  | kamzuiger tweetakt  | kamzuiger tweetakt   | kopklep              | kamzuiger tweetakt  | kamzuiger tweetakt  | tweetakt               | tweetakt            | tweetakt             | tweetakt             | tweetakt             |
| Bouwwijze       | Staande eencilinder  | Staande eencilinder           | Staande eencilinder | Staande eencilinder | Staande eencilinder | Staande eencilinder | Staande eencilinder | Staande eencilinder  | Staande eencilinder  | Staande eencilinder | Staande eencilinder | Staande eencilinder    | Staande eencilinder | Staande eencilinder  | Staande eencilinder  | Staande eencilinder  |
| Plaatsing       | dwars                | dwars                         | dwars               | dwars               | dwars               | dwars               | dwars               | langs                | langs                | dwars               | dwars               | dwars                  | dwars               | dwars                | dwars                | dwars                |
| Boring          | 60 mm                | 56 mm                         | 60 mm               | 60 mm               | 60 mm               | 60 mm               | 60 mm               | 60 mm                | 60 mm                | 60 mm               | 60 mm               | 60 mm                  | 60 mm               | 51 mm                | 51 mm                | 51 mm                |
| slag            | 60 mm                | 70 mm                         | 70 mm               | 70 mm               | 70 mm               | 70 mm               | 70 mm               | 70 mm                | 70 mm                | 70 mm               | 70 mm               | 70 mm                  | 70 mm               | 60 mm                | 60 mm                | 60 mm                |
| Cilinderinhoud  | 169 cc               | 174 cc                        | 198 cc              | 198 cc              | 198 cc              | 198 cc              | 198 cc              | 198 cc               | 198 cc               | 198 cc              | 198 cc              | 198 cc                 | 198 cc              | 123 cc               | 123 cc               | 123 cc               |
| Max. Vermogen   | 4,5 pk bij 4.000 tpm | 5,5 pk bij 4.000 tpm          | 6 pk bij 3.500 tpm  | 6 pk bij 3.500 tpm  | 6 pk bij 3.500 tpm  | 7 pk bij 3.850 tpm  | 7 pk bij 3.850 tpm  | 6,5 pk bij 4.000 tpm | 8,5 pk bij 4.000 tpm | 7 pk bij 3.850 tpm  | 7 pk bij 3.850 tpm  | 7 pk bij 4.000 tpm     | 7 pk bij 3.800 tpm  | 4,7 pk bij 4.350 tpm | 4,7 pk bij 4.350 tpm | 4,7 pk bij 4.350 tpm |
| Topsnelheid     | 75 km/h              | 78 km/h                       | 80 km/h             | 80 km/h             | 80 km/h             | 80 km/h             | 80 km/h             | 80 km/h              | 90 km/h              | 80 km/h             | 80 km/h             | 85 km/h                | 85 km/h             | 75 km/h              | 75 km/h              | 75 km/h              |
| Aandrijving     | ketting              | ketting                       | ketting             | ketting             | ketting             | ketting             | ketting             | aandrijfas           | aandrijfas           | ketting             | ketting             | ketting                | ketting             | ketting              | ketting              | ketting              |
| Versnellingen   | 2                    | 3                             | 3                   | 3                   | 3                   | 3                   | 3                   | 4                    | 4                    | 3                   | 3                   | 3                      | 3                   | 3                    | 3                    | 3                    |
| Rijwielgedeelte | stalen buisframe     | stalen buisframe              | stalen buisframe    | stalen buisframe    | stalen buisframe    | stalen buisframe    | stalen buisframe    | stalen plaatframe    | stalen plaatframe    | stalen plaatframe   | stalen plaatframe   | stalen buisframe       | stalen plaatframe   | stalen buisframe     | stalen buisframe     | stalen buisframe     |
| Leeg gewicht    | 90 kg                | 95 kg                         | 95 kg               | 125 kg              | 120 kg              | 117 kg              | 117 kg              | 132 kg               | 140 kg               | 117 kg              | 132 kg              | 123 kg                 | 123 kg              | 100 kg               | 100 kg               | 100 kg               |
| Voorvork        | trapezium            | Webb of plaatstalen trapezium | Webb trapezium      | Webb trapezium      | Webb trapezium      | trapezium           | trapezium           | trapezium            | trapezium            | trapezium           | trapezium           | trapezium              | trapezium           | trapezium            | trapezium            | trapezium            |
| Achtervork      | Star                 | Star                          | Star                | Star                | Star                | Star                | Star                | Star                 | Star                 | Star                | Star                | Star                   | Star                | Star                 | Star                 | Star                 |
| Voorganger      | geen                 | B 170 Zugvogel                | Z 200               | Z 200               | Rekord en S 200     | B 200               | B 200               | B 200                | geen                 | geen                | K 200               | DB 175                 | DK 200              | geen                 | geen                 | geen                 |
| Opvolger        | DB 175               | DB 200                        | B 200               | B 200               | DE 200 DL 200 K 200 | DBK 200             | DBK 200             | KK 200               | geen                 | DBK 200             | geen                | DB 201                 | DBK 250             | geen                 | geen                 | geen                 |

##### Technische gegevens >200cc
| Zündapp         | S 300               | S 500 Touren         | SS 500 Sport         | S 350 AVUS          | K 400                   | K 500                   | K 600                   | K 800                                         | K 350               | KK 350              | KS 500                  | DB 250               | DS 350                | KKS 500                 | KKS 500 R               | DBK 250              | KS 600                  |
| --------------- | ------------------- | -------------------- | -------------------- | ------------------- | ----------------------- | ----------------------- | ----------------------- | --------------------------------------------- | ------------------- | ------------------- | ----------------------- | -------------------- | --------------------- | ----------------------- | ----------------------- | -------------------- | ----------------------- |
| Periode         | 1930-1931           | 1930-1931            | 1930-1931            | 1932                | 1933                    | 1933-1940               | 1933                    | 1933-1938                                     | 1935-1936           | 1936-1937           | 1936-1939               | 1937-1940            | 1937-1940             | 1937-1938               | 1937-1938               | 1938-1940            | 1938-1940 en 1949-1950  |
| Categorie       | toer                | toer                 | sport                | toer                | toer                    | toer                    | toer                    | toer                                          | toer                | toer                | sport                   | toer                 | toer                  | sport                   | wegrace                 | toer                 | toer                    |
| Motortype       | kamzuiger tweetakt  | Rudge-Python kopklep | Rudge-Python kopklep | kamzuiger tweetakt  | zijklep                 | zijklep                 | zijklep                 | zijklep                                       | tweetakt            | tweetakt            | kopklep                 | tweetakt             | kopklep               | kopklep                 | kopklep                 | tweetakt             | kopklep                 |
| Bouwwijze       | staande eencilinder | staande eencilinder  | staande eencilinder  | staande eencilinder | tweecilinder boxermotor | tweecilinder boxermotor | viercilinder boxermotor | viercilinder boxermotor                       | staande eencilinder | staande eencilinder | tweecilinder boxermotor | staande eencilinder  | staande eencilinder   | tweecilinder boxermotor | tweecilinder boxermotor | staande eencilinder  | tweecilinder boxermotor |
| Plaatsing       | dwars               | dwars                | dwars                | dwars               | langs                   | langs                   | langs                   | langs                                         | langs               | langs               | langs                   | dwars                | dwars                 | langs                   | langs                   | dwars                | langs                   |
| Boring          | 68 mm               | 85 mm                | 85 mm                | 73 mm               | 62 mm                   | 69 mm                   | 53 mm                   | 62 mm                                         | 75 mm               | 75 mm               | 69 mm                   | 67 mm                | 72 mm                 | 69 mm                   | 69 mm                   | 67 mm                | 75 mm                   |
| slag            | 70 mm               | 88 mm                | 88 mm                | 82,5 mm             | 66,6 mm                 | 66,6 mm                 | 66,6 mm                 | 66,6 mm                                       | 79 mm               | 79 mm               | 66,6 mm                 | 70 mm                | 85 mm                 | 66,6 mm                 | 66,6 mm                 | 70 mm                | 67,6 mm                 |
| Cilinderinhoud  | 298 cc              | 499 cc               | 499 cc               | 345 cc              | 398 cc                  | 498 cc                  | 598 cc                  | 791 cc                                        | 349 cc              | 349 cc              | 498 cc                  | 247 cc               | 346 cc                | 496 cc                  | 496 cc                  | 247 cc               | 597 cc                  |
| Max. Vermogen   | 9 pk bij 3.500 tpm  | 18 pk bij 4.250 tpm  | 22 pk bij 4.900 tpm  | 11 pk bij 4.000 tpm | 10 pk bij 4.500 tpm     | 13,5 pk bij 4.800 tpm   | 15 pk bij 4.300 tpm     | 20 pk bij 4.300 tpm later 20 pk bij 4.300 tpm | 12 pk bij 3.700 tpm | 11 pk bij 3.750 tpm | 24 pk bij 5.200 tpm     | 8,6 pk bij 3.850 tpm | 17,5 pk bij 5.200 tpm | 24 pk bij 5.200 tpm     | onbekend                | 8,5 pk bij 3.850 tpm | 28 pk bij 4.700 tpm     |
| Topsnelheid     | 90 km/h             | 125 km/h             | 130 km/h             | 100 km/h            | 95 km/h                 | 105 km/h                | 100 km/h                | 125 km/h                                      | 95 km/h             | 95 km/h             | 130 km/h                | 90 km/h              | 110 km/h              | 140 km/h                | onbekend                | 90 km/h              | 145 km/h                |
| Aandrijving     | ketting             | ketting              | ketting              | ketting             | aandrijfas              | aandrijfas              | aandrijfas              | aandrijfas                                    | aandrijfas          | aandrijfas          | aandrijfas              | ketting              | ketting               | aandrijfas              | aandrijfas              | ketting              | aandrijfas              |
| Versnellingen   | 3                   | 4                    | 4                    | 3                   | 4                       | 4                       | 4                       | 4                                             | 4                   | 4                   | 3                       | 3                    | 4                     | 4                       | 4                       | 3                    | 4                       |
| Rijwielgedeelte | buisframe           | buisframe            | buisframe            | buisframe           | plaatframe              | plaatframe              | plaatframe              | plaatframe                                    | plaatframe          | plaatframe          | plaatframe              | buisframe            | buisframe             | plaatframe              | plaatframe              | plaatframe           | plaatframe              |
| Leeg gewicht    | 137 kg              | 160 kg               | 160 kg               | 135 kg              | 164 kg                  | 180 kg                  | 193 kg                  | 193 kg                                        | 157 kg              | 154 kg              | 185 kg                  | 120 kg               | 155 kg                | 178 kg                  | onbekend                | 124 kg               | 195 kg                  |
| Voorvork        | Webb trapezium      | Webb trapezium       | Webb trapezium       | Webb trapezium      | trapezium               | trapezium               | trapezium               | trapezium                                     | trapezium           | trapezium           | trapezium               | trapezium            | trapezium             | trapezium               | trapezium               | trapezium            | trapezium               |
| Achtervork      | star                | star                 | star                 | star                | star                    | star                    | star                    | star                                          | star                | star                | star                    | star                 | star                  | star                    | star                    | star                 | star                    |
| Voorganger      | Z 300               | geen                 | geen                 | S 300               | geen                    | S 500 Touren            | geen                    | geen                                          | S 350 AVUS          | K 350               | SS 500 Sport            | geen                 | K 350 KK 350          | KS 500                  | geen                    | DBK 200              | K 600                   |
| Opvolger        | S 350 AVUS          | K 500                | KS 500               | K 350               | geen                    | geen                    | KS 600                  | geen                                          | KK 350 DS 350       | DS 350              | KKS 500 KS 600          | geen                 | geen                  | geen                    | geen                    | geen                 | KS 601                  |

#### Auto's

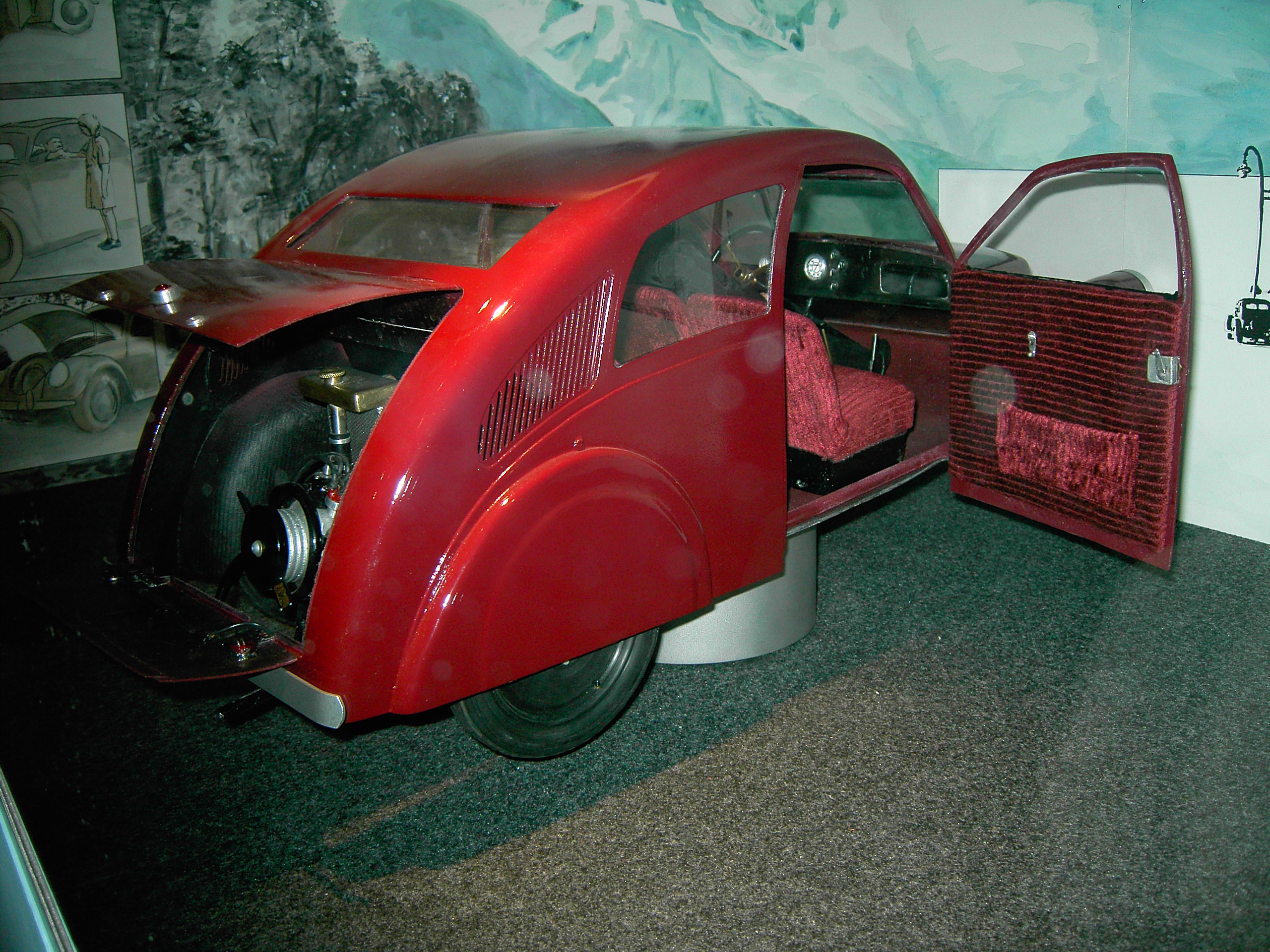
Porsche Type 12

- Porsche Typ 12: In 1931 ontwikkelde Ferdinand Porsche in opdracht van Neumeyer de Porsche Type 12. De motorfietsen waren ooit verkocht als Motorrad für Jedermann, dit moest de Auto für Jedermann worden. Porsche had een grote voorkeur voor een luchtgekoelde viercilinderboxermotor, maar Neumeyer stond op de toepassing van een vloeistofgekoelde vijfcilinder stermotor. Er werden drie prototypen gemaakt, die een ladderchassis kregen. De carrosserie was door Erwin Komenda ontworpen en werd voorlopig bij de fima Reutter in Stuttgart gebouwd uit staal en hout. Voor de uiteindelijke productiemodellen moesten het chassis en de carrosserie plaats maken voor een stalen zelfdragende carrosserie. Tijdens de tests ontstonden koelproblemen, waardoor na enkele kilometers zelfs de motorolie ging koken, terwijl ook de versnellingsbak niet goed functioneerde. Neumeyer besloot het project te staken, ook vanwege de grote investeringen die nodig waren om de problemen op te lossen en de productielijnen op te zetten. Porsche ging in zee met NSU, dat wél bereid was een viercilinder boxermotor toe te passen, maar kreeg in 1933 van Adolf Hitler de opdracht de Kraft durch Freude auto te ontwikkelen, de latere Volkswagen Kever. Porsche kreeg voor zijn werk voor Zündapp 80.000 Reichsmark.

- Schnelllieferwagen: Zündapp had enkele mislukte pogingen gedaan om commercials, driewielige motorfietsen met laadbak of laadruimte te verkopen. De Schnelllieferwagen uit 1933 was echter een kleine vrachtauto, die werd geleverd met de boxermotoren van de K 400 en de K 500, die daarvoor wel werden voorzien van vloeistofkoeling. De Schnellieferwagen was slechts 4 meter lang en had een spoorbreedte van slechts 1,2 meter. Met open laadbak woog hij ongeveer 660 kg en het laadvermogen was 15 Zentner (750 kg).

##### Technische gegevens
| Zündapp        | Schnelllieferwagen 400 cc   | Schnelllieferwagen 500 cc   | Porsche Type 12           |
| -------------- | --------------------------- | --------------------------- | ------------------------- |
| Periode        | 1933-1935                   | 1933-1935                   | 1931-1932                 |
| Motortype      | zijklep                     | zijklep                     | zijklep                   |
| Bouwwijze      | tweecilinder boxermotor     | tweecilinder boxermotor     | vijfcilinder stermotor    |
| Plaatsing      | langs                       | langs                       | langs                     |
| Boring         | 62 mm                       | 69 mm                       | 70 mm                     |
| slag           | 66,6 mm                     | 66,6 mm                     | 62 mm                     |
| Cilinderinhoud | 398 cc                      | 498 cc                      | 1.193 ccc                 |
| Max. Vermogen  | 10 pk                       | 12,5 pk                     | 26 pk bij 3.600 tpm       |
| Topsnelheid    | ca. 50 km/h                 | ca. 50 km/h                 | 80 km/h                   |
| Versnellingen  | 3 + achteruit               | 3 + achteruit               | 3 + overdrive + achteruit |
| Chassis        | Ladder                      | Ladder                      | Ladder                    |
| Leeg gewicht   | ca. 660 kg met open laadbak | ca. 660 kg met open laadbak | ca. 300 kg                |
| Laadvermogen   | 750 kg                      | 750 kg                      | n.v.t.                    |
| Wielbasis      | 2,70 m                      | 2,70 m                      | 2.50 m                    |
| Spoorbreedte   | 1,20 m                      | 1,20 m                      | 1,20 m                    |

#### Vliegtuigmotoren

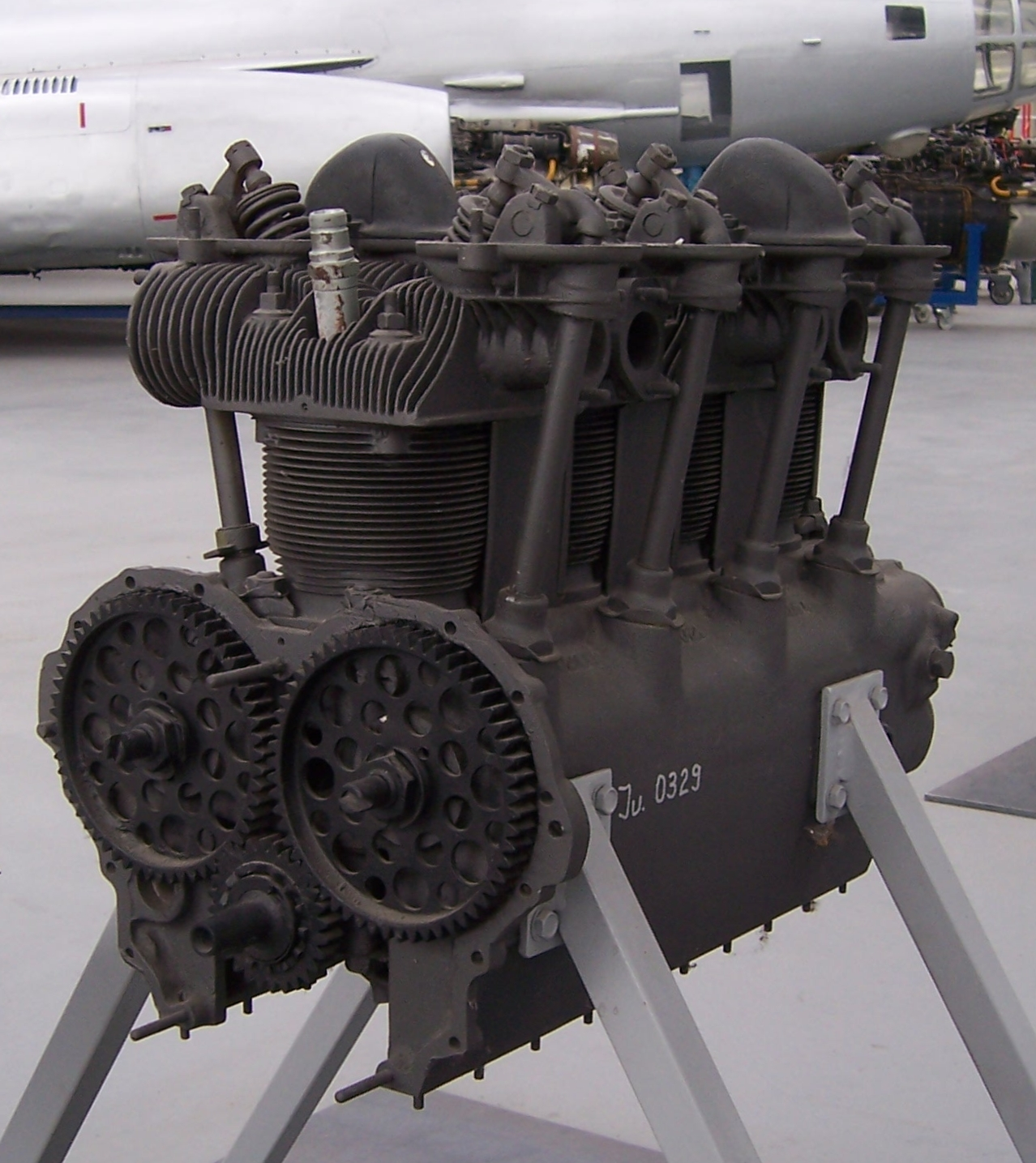
De techniek van de 9-092 vliegtuigmotor…

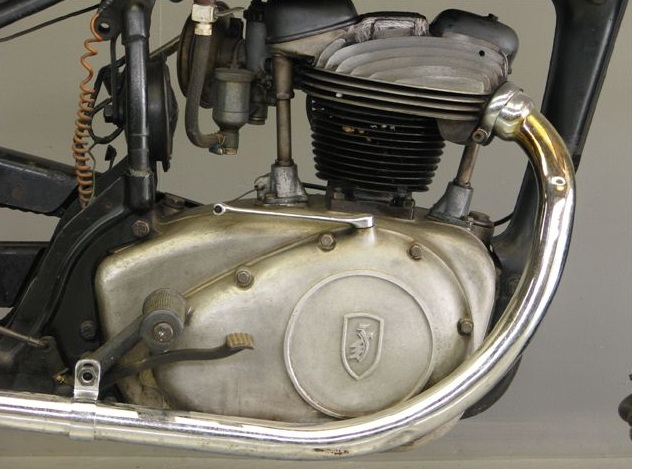
…werd ook in de DS 350 motorfiets toegepast

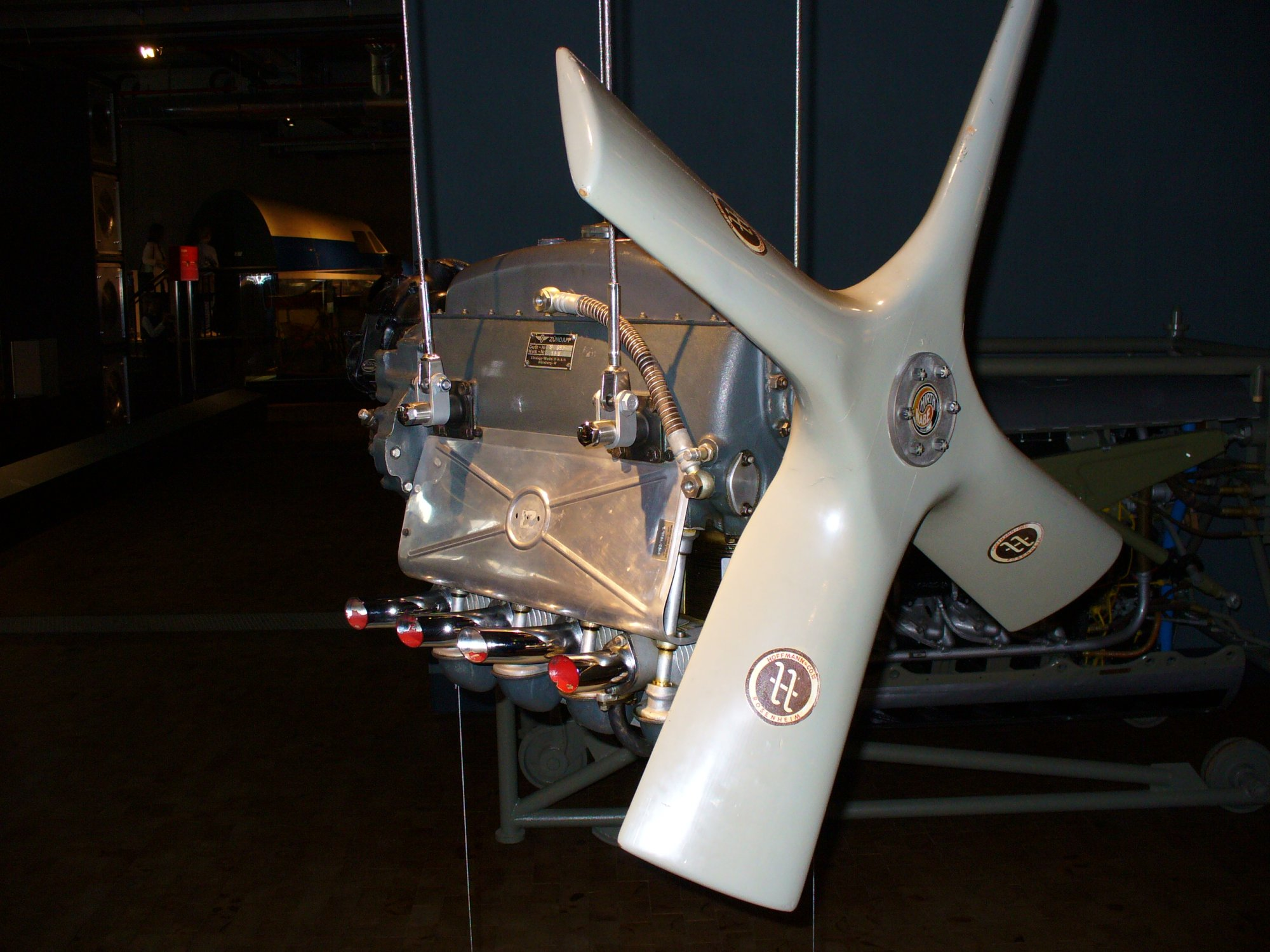
De 9-092 motor in zijn normale positie

- 9-090 en 9-092 Vliegtuigmotoren: In 1936 kreeg Zündapp van het Reichsluftfahrtministerium de opdracht een kleine vliegtuigmotor te ontwikkelen. De motor was bedoeld voor sport,- reis- en lesvliegtuigen, toen men naast Volkswagen en Volksmotorräder ook Volksflugzeuge wilde maken. Het eerste prototype was de 9-090, maar de uiteindelijke versie die in 1938 werd gepresenteerd was de 9-092, of kortweg Z 92. De motor was ontworpen door Ernst Schmidt en werd gebruikt in de Klemm Kl105, de Gotha Go 150, de Bücker Bü 180, de Siebel Si 202B en de Fieseler Fi 253. Schmidt ontwierp een viercilinder kopkleplijnmotor, die veel technische bijzonderheden kende. Er waren twee aparte nokkenassen voor de in- en uitlaatkleppen. Ze zaten vóór en achter de krukas en bedienden met opvallende, buiten de motor liggende stoterstangen de kleppen. De motor werd ondersteboven gemonteerd, waarschijnlijk om het blikveld van de piloot vrij te houden. De propeller werd rechtstreeks door de krukas aangedreven. De bijzondere opbouw met twee nokkenassen werd ook in de eencilinder DS 350 motorfiets toegepast. Van de Zündapp 9–092 vliegtuigmotor werden slechts 200 exemplaren geproduceerd.

### Jaren veertig

#### Bedrijf
In 1940 was de Tweede Wereldoorlog al in volle gang. Zündapp produceerde volop voor de Wehrmacht, vooral motorfietsen, maar in licentie van Bosch werden ook startmotoren voor vliegtuigen gemaakt. De uitstekende relatie met het nazi-regime zorgde voor veel opdrachten én voldoende werkkrachten: krijgsgevangenen werden als dwangarbeider ingezet. In 1942 werd de 250.000ste Zündapp gebouwd. Aan het einde van de oorlog was de fabriek grotendeels verwoest. Op 17 april 1945 bereikten de Amerikanen de Zündapp fabriek. De krijgsgevangenen werden bevrijd en de fabriek werd gesloten, nog vóórdat de stad Neurenberg op 20 april capituleerde. De fabriek was al eerder grotendeels verwoest, maar de geallieerden maakten korte metten met alles was er nog stond. Het motorfietsonderdelenmagazijn werd op 20 april met brandgranaten in brand gezet, en de bedrijfsbrandweer werd op afstand gehouden door Amerikaanse soldaten én de voormalige krijgsgevangenen. De totale schade bedroeg nadat er nog uitgebreide plunderingen en diefstallen hadden plaatsgevonden ca. 9,5 miljoen Reichsmark. Hans-Friedrich Neumeyer hield zich schuil in zijn huis in Egolffstein, aan zijn bed gekluisterd door gewrichtsreuma, maar gaf nog wel leiding aan de fabriek. Toch begon men in het najaar van 1945 alweer te produceren. Al snel hield het bedrijf zich bezig met de productie van aardappelpersen, aggregaten en mobiele pompen (op basis van de 600cc-boxermotor), kerstboomstandaards, ladderwagens, onderdelen voor wagens en vensterbanken. Ook motorfietsonderdelen werden als vervanginsonderdeel nog geproduceerd, maar ook nog een aantal KS 600's en zelfs 349 KS 750's voor de bezetters en de Duitse overheidsdiensten. Mogelijk waren de Amerikanen geïnteresseerd in de techniek van de KS 750, zoals ook de Sovjets dat waren. Zij lieten in de BMW fabriek in Eisenach proefmodellen maken gebaseerd op de BMW R 75, maar met toepassing van de techniek van de KS 750. In het Oost-Duitse Suhl werden door AWO een tiental productiemodellen van de AWO 700 geproduceerd, die net als de KS 750 omhooggebogen cilinders hadden. Tot productie in de Sovjet-Unie of de Verenigde Staten is het echter nooit gekomen. De Russen hadden al militaire zijspancombinaties op basis van de oudere BMW R 71 gebouwd, de Amerikanen vertrouwden voor dezelfde taken op de Willys Jeep. Civiele motorfietsen kwamen er voorlopig niet: de geallieerden hadden de totale productie voor heel Duitsland beperkt tot 10.000 stuks, met een maximale cilinderinhoud van 60 cc. Dit werd al snel opgehoogd tot 100- en later 200 cc. Vanaf de herfst van 1945 ging men molenonderdelen maken: maalmachines voor graan en koren, ventilatoren en walsen. Eitel-Friedrich Mann was de echtgenoot van Elisabeth, de zuster van Hans-Friedrich Neumeyer. Hij kwam als bedrijfsleider in dienst in 1946. Hij besloot een nieuw product te ontwikkelen, waaraan in het naoorlogse Duitsland grote behoefte was: naaimachines. Pas vanaf 1949 mocht men weer motorfietsen van meer dan 200 cc maken. Nieuwe motorfietsmodellen kwamen er in de jaren veertig dan ook niet,

#### Motorfietsen
- KS 750: Al vanaf 1937 waren verschillende Zündapp modellen aan de Wehrmacht geleverd. Voor het zware gebruik waren dat de K 500 W, de KS 600 en de K 800 (W), maar ook de lichtgewichten DB(K) 200 en DB(K) 250 kregen militaire kleuren. Dit waren echter licht gewijzigde civiele motorfietsen. Zowel BMW als Zündapp kregen de opdracht om zware, terreinvaardige zijspancombinaties te ontwikkelen. Ze werden ingezet in de Grote Vaderlandse Oorlog tegen de Sovjet-Unie en door het Afrikakorps van Erwin Rommel. Beide merken kozen voor een kopklepmotor als aandrijfbron. In het geval van het BMW R75 Wehrmachtsgespann was dat het gemodificeerde blok van de BMW R 17. Deze had al een stalen buisframe (de Zündapp KS 750 kreeg een frame van ovale buis) en een carburateur voor elke cilinder (de KS 750 kreeg één carburateur). Als aanpassingen werden zijspanwielaandrijving, een sperdifferentieel en veel grotere en bredere terreinbanden toegepast, naast alle specifiek militaire zaken als oorlogsverlichting en een speciaal zijspan met de mogelijkheid extra brandstof mee te nemen, een op het zijspan gemonteerd, rondom uitwisselbaar reservewiel en de mogelijkheid een affuit voor een mitrailleur te monteren. Op aandringen van de Wehrmacht besloten BMW en Zündapp in 1942 één universeel zijspan toe te passen. Dat werd het meer eenvoudig geconstrueerde zijspan van BMW (de 286/1). Al bij de eerste beproevingen bleek de Zündapp KS 750 beter te voldoen dan de BMW. De bedoeling was dat er 20.200 BMW R 75's gebouwd zouden worden, waarna zowel BMW als Zündapp beiden de Zündapp KS 750 zouden gaan produceren, in een oplage van 20.000 per jaar, met het BMW 286/1 zijspan. In 1944 was het aantal van 20.200 echter nog niet gehaald, zodat de productie doorliep tot de BMW fabriek in Eisenach in 1944 gebombardeerd werd. Beide merken bleven hun eigen motorfietsen produceren, maar 70% van de onderdelen waren uitwisselbaar (waaronder vrijwel de hele aandrijflijn). Zündapp produceerde in totaal ongeveer 18.500 exemplaren van de KS 750. De productie liep zelfs nog door ná juli 1945, toen Neurenberg al in de Amerikaanse bezettingszone lag.

- DB 200 en KS 600: In 1947 werd de productie van civiele motorfietsen weer opgestart. Er was nog geen mogelijkheid geweest om nieuwe motorfietsen te ontwikkelen, waardoor men teruggreep op de vooroorlogse DB 200. Bovendien was de productie van motorfietsen boven 200 cc door de geallieerden tot in 1949 verboden. Na de invoering van de Duitse mark in 1948 ging de machine 1040 DM kosten. In 1949 werd ook de oude KS 600 boxer weer in de catalogus opgenomen. Beide modellen werden tot in 1951 gebouwd.

##### Technische gegevens KS 750

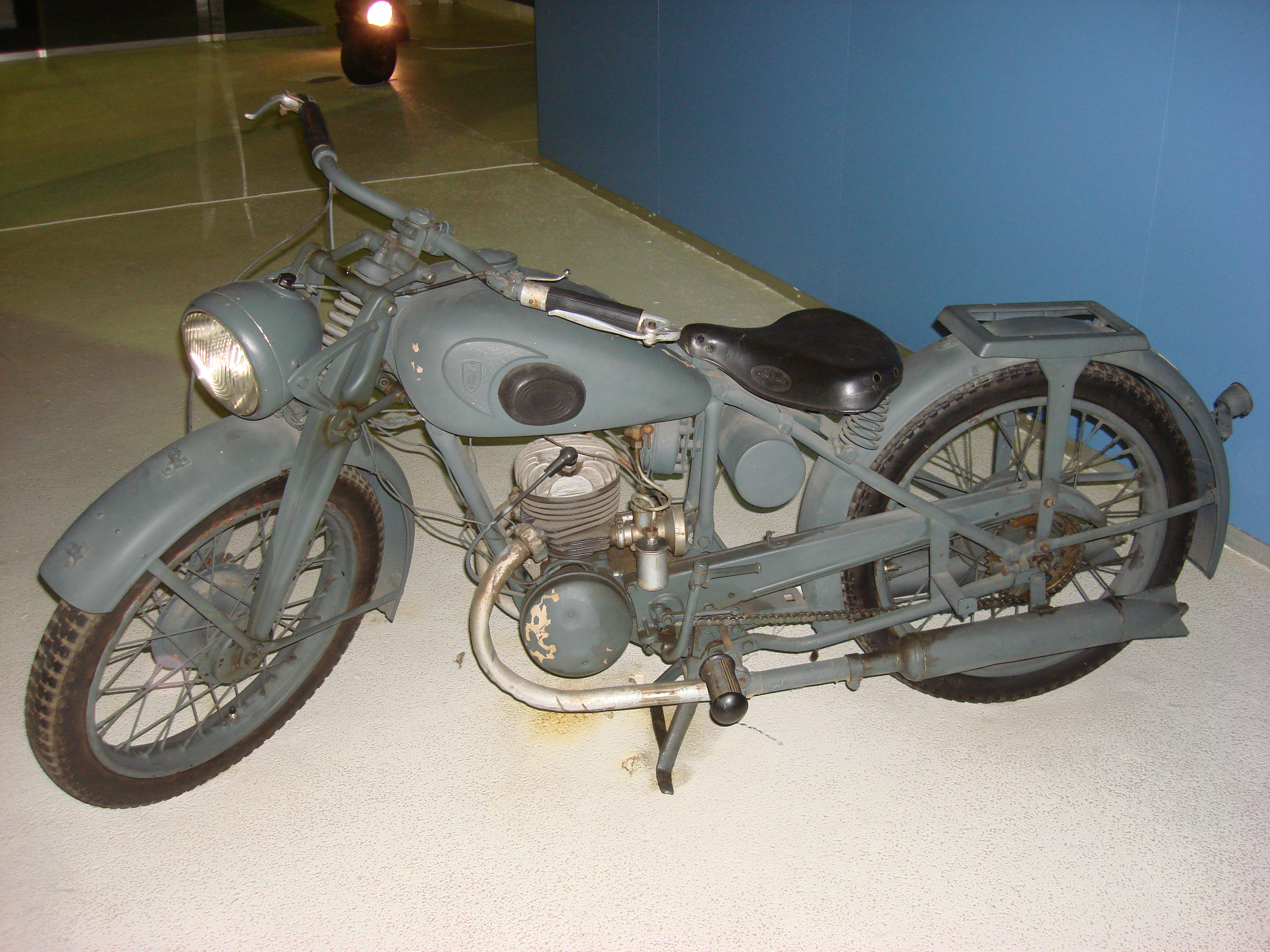
De DB 200 in de grijze Wehrmacht uitvoering

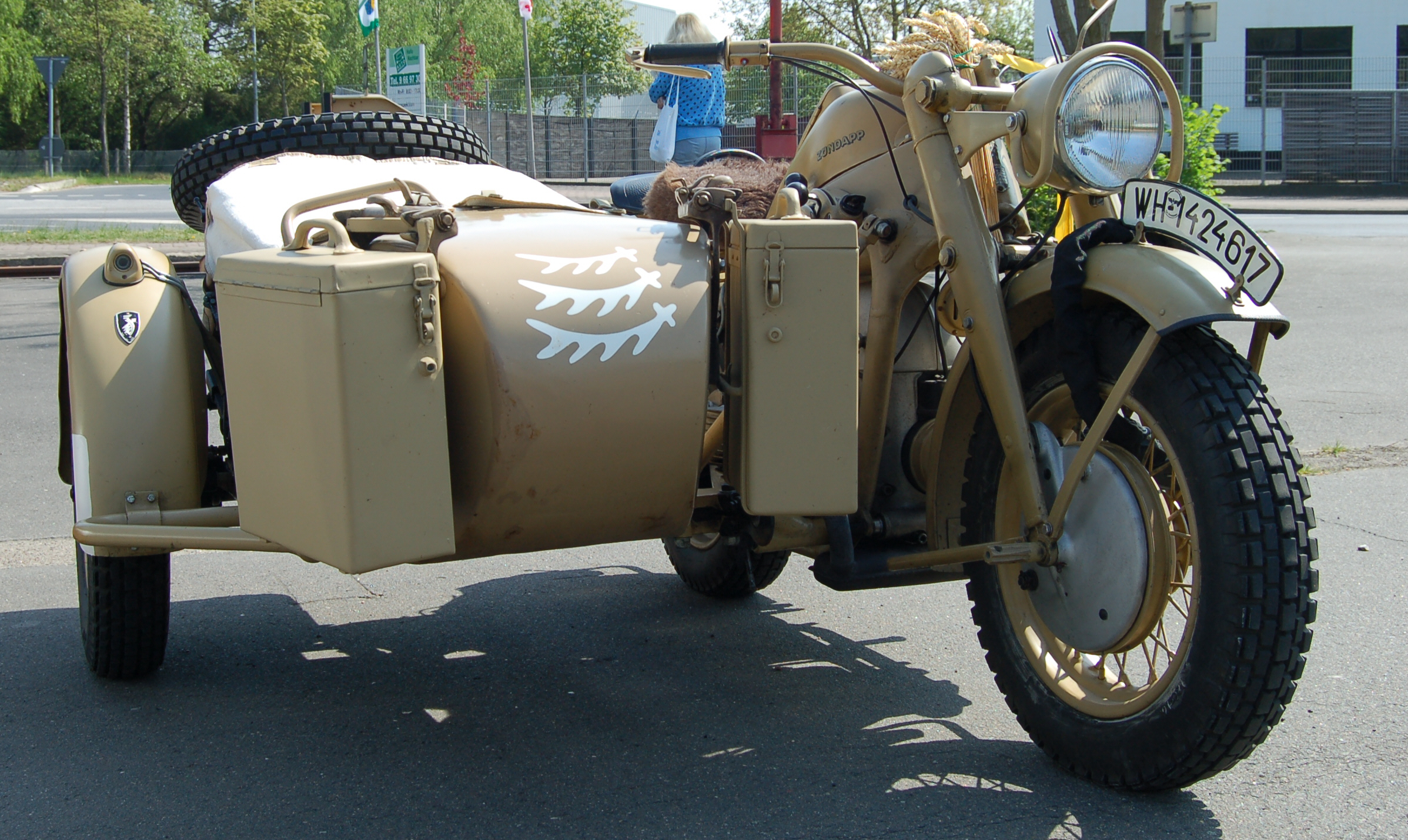
KS 750 in de kleuren van het Afrikakorps

| Zündapp         | KS 750                                       |
| --------------- | -------------------------------------------- |
| Periode         | 1940-1948                                    |
| Categorie       | Wehrmachtsgespann                            |
| Motortype       | kopklep                                      |
| Bouwwijze       | 170° tweecilinder boxermotor                 |
| Plaatsing       | langs                                        |
| Boring          | 75 mm                                        |
| slag            | 85 mm                                        |
| Cilinderinhoud  | 751 cc                                       |
| Max. Vermogen   | 26 pk bij 4.000 tpm                          |
| Topsnelheid     | 95 km/h                                      |
| Aandrijving     | aandrijfas                                   |
| Versnellingen   | 4 vooruit, 4 achteruit, hoge en lage gearing |
| Rijwielgedeelte | buisframe                                    |
| Leeg gewicht    | 420 kg                                       |
| Voorvork        | ingekapselde trapezium                       |
| Achtervork      | star                                         |
| Voorganger      | geen                                         |
| Opvolger        | geen                                         |

#### Goliath Sprengpanzer
In april 1942 was de firma Borgward al begonnen met de vervaardiging van op afstand bestuurbare, rijdende mijnen, die de naam Goliath droegen. In april 1943 gingen zowel Zündapp als Zachertz deze mijnen produceren. Tot september 1944 produceerde Zündapp er 4.604. Het oorspronkelijke type Goliath E had nog twee elektromotoren, maar het door Zündapp geproduceerd type Goliath V had een 703cc-tweecilinder tweetaktmotor. Het apparaat was immers gemaakt om te ontploffen, en dan was het verlies van een simpele tweetaktmotor goedkoper dan dat van twee dure elektromotoren.

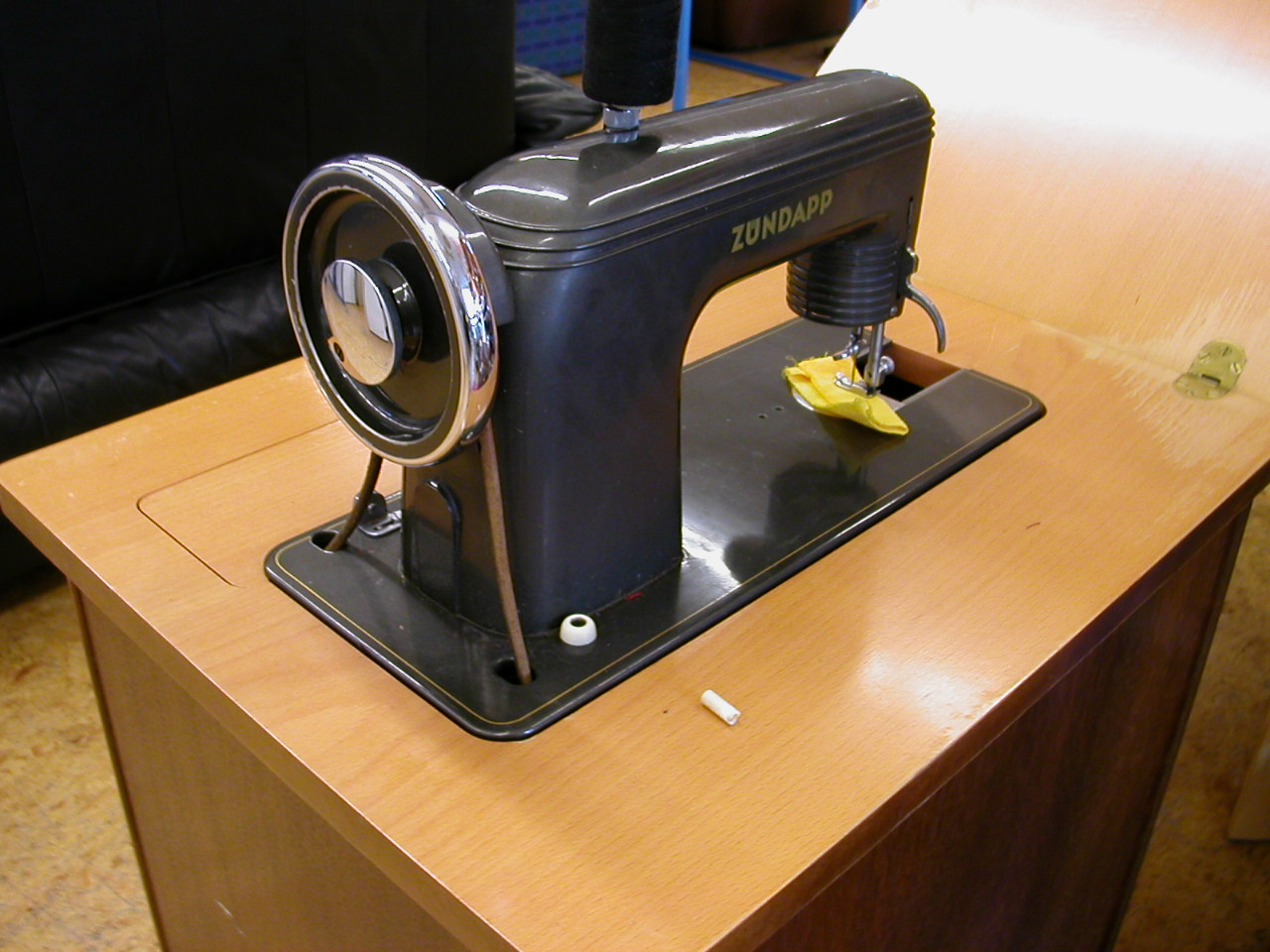
Meubelnaaimachine uit de jaren vijftig

#### Naaimachines
Kleding was vlak na de oorlog nauwelijks te koop en de bevolking was afhankelijk van het her- en verstellen van gebruikte kleding. Naaimachines waren echter nauwelijks te krijgen. De grote naaimachinefabriek Clemens Müller AG lag in de DDR en werd samen met Seidel & Naumann de Schreibmaschinenwerke Dresden, de naaimachineproductie ging naar de Volkseigener Betrieb Nähmaschinenwerk Wittenberge. De naaimachinefabrikant Pfaff in Kaiserslautern had zich ook met oorlogsproductie beziggehouden en de fabriek was grotendeels vernield. Ervaren personeel werd gezocht in Karlsruhe, waar de fabriek Haid & Neu stond, en bij de Anker Werke in Bielefeld. Voor deze mensen moesten woningen en werkplaatsen komen. Hun eerste product werd de Zeta draagbare elektrische naaimachine. Er volgden snel meer modellen, elektrische en trapmachines.

### Jaren vijftig

#### Bedrijf
In 1950 werd een fabriek in München betrokken. Mann trok er met zijn naaimachineafdeling in, terwijl Hans-Friedrich Neumeyer leiding bleef geven aan de motorfietsenfabriek in Neurenberg. In juli 1950 werd de 300.000ste Zündapp motorfiets afgeleverd, en in 1958 al de 500.000ste. Doordat de geallieerden het patent op de omkeerspoeling van DKW ongeldig verklaarden, kon ook Zündapp het toepassen zonder betalingen te doen aan DKW. De naaimachines evolueerden en Zündapp produceerde uiteindelijk koffernaaimachines en machinemeubels, waarin de machine na gedane arbeid onzichtbaar weggeklapt konden worden. De Combimot-tweetaktmotor kon worden ingezet als clip-on motor, maar kreeg ook allerlei andere toepassingen. De Bella-scooter verscheen en langzaam begon men zich te richten op lichte tweetakten, die ook als inbouwmotor aan andere merken geleverd werden. De ontwikkeling van de 200cc-modellen ging snel, bijna jaarlijks kwam er een verbeterd model op de markt. Een nieuw autoproject, de Zündapp Janus, mislukte en leidde tot de sluiting van de fabriek in Neurenberg. De productie van motorfietsen verhuisde daarom in 1958 naar München. In de tweede helft van de jaren vijftig zat de hele motorfietsindustrie in een depressie. De kleine auto's, de dwergauto's en de scooter waren in opkomst. BMW overleefde deze periode ternauwernood. Zündapp ging zich richten op de lichtere tweetaktmodellen en de Bella scooters. Bijna vijftig Duitse motorfietsmerken gingen ter ziele.

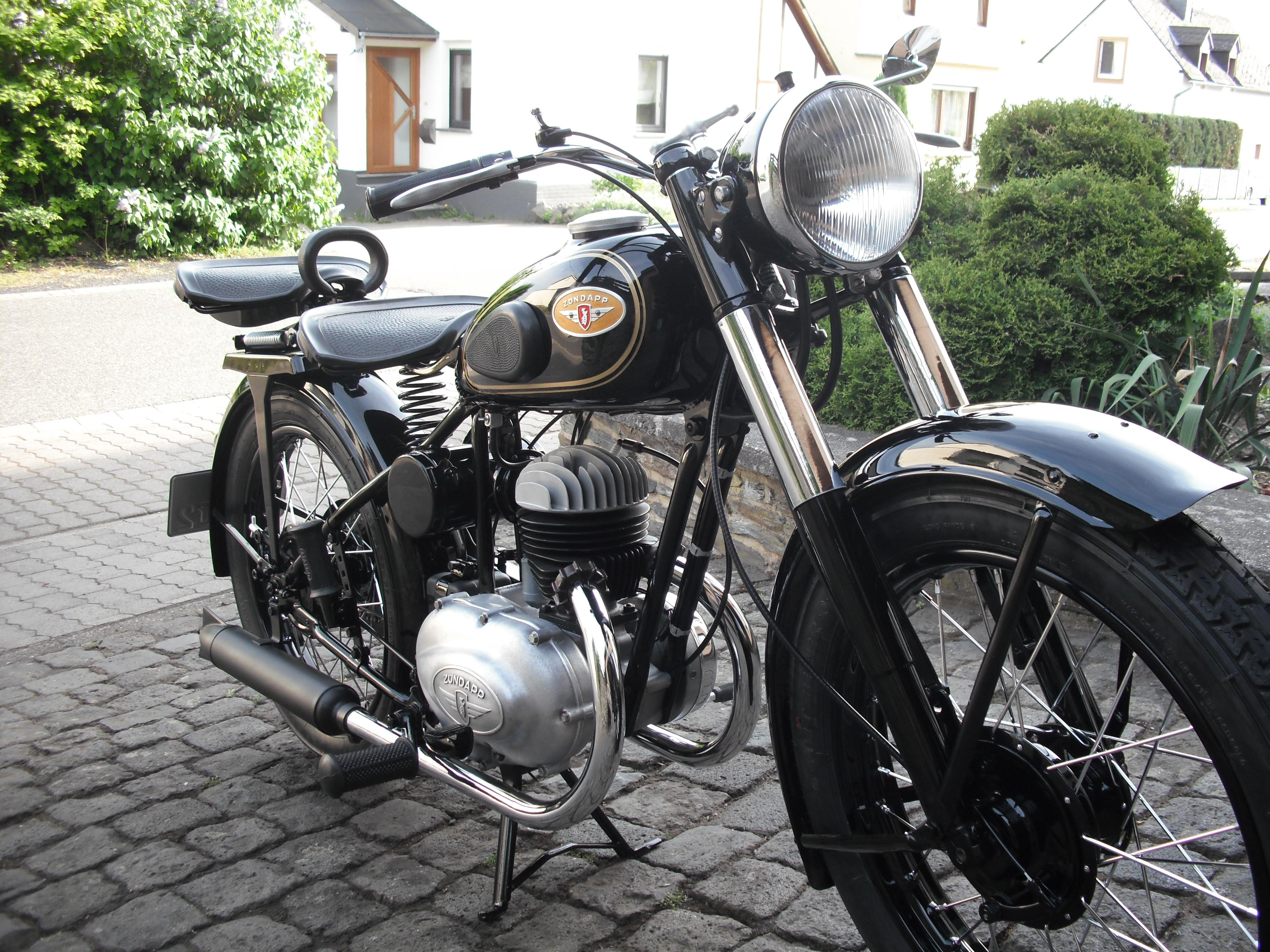
DB 202

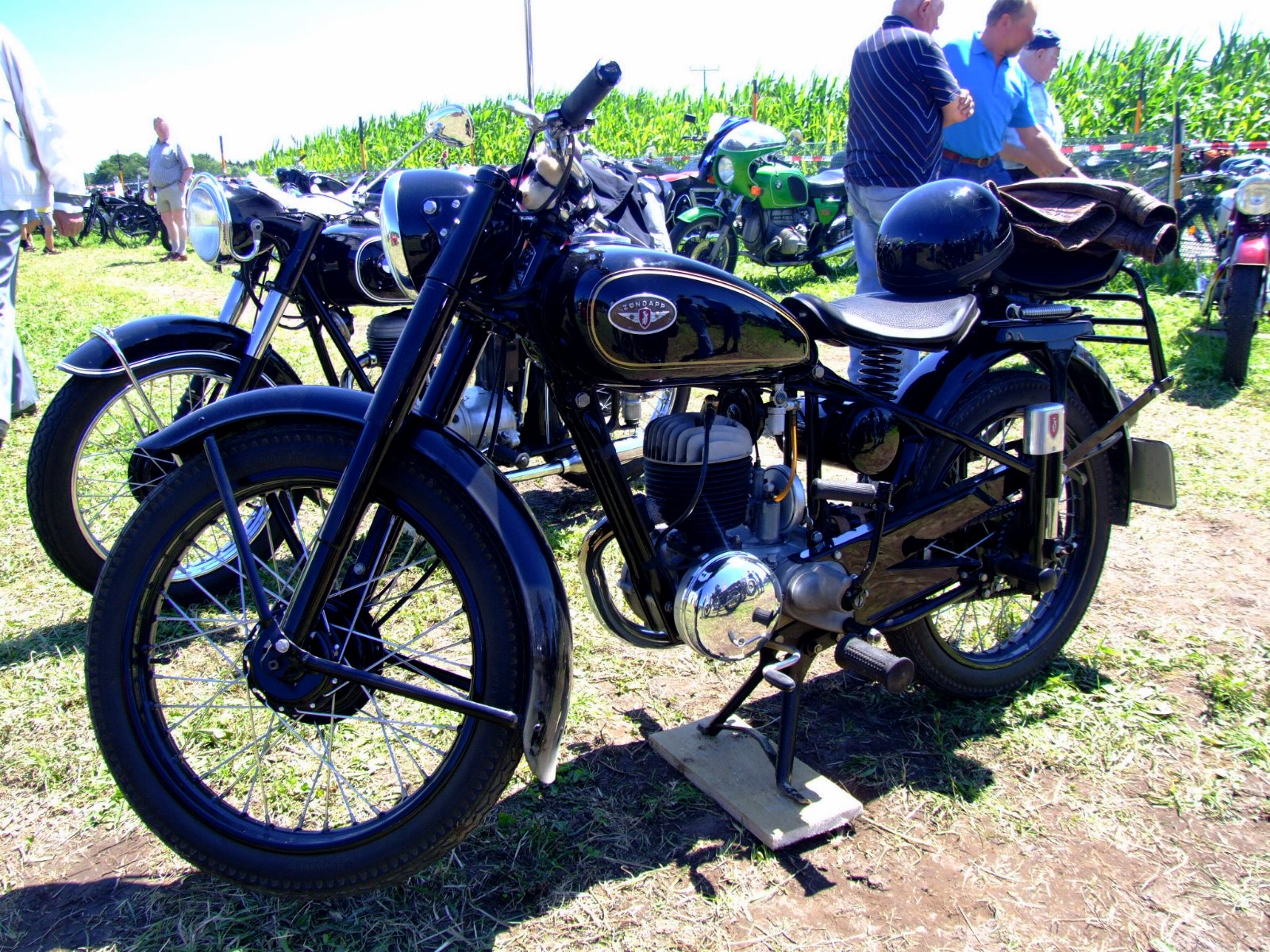
DB 234 Norma Luxus

#### Motorfietsen
- DB 201, DB 202, DB 203 Comfort, DB 204 Norma en DB 234 Norma Luxus: In 1950 werd de DB 200 nog steeds geproduceerd, maar daarnaast verscheen de DB 201, die vrijwel identiek was, maar een telescoopvork had. De machine leverde ook iets meer vermogen: 7,5 pk, dankzij een nieuwe vierpoorts omkeerspoeling met vlakke zuiger. Het frame werd verstevigd. De benzinetank was vernieuwd en had nu twee benzinekranen, de dynamo leverde meer vermogen en er was een grotere 45 watt-loodaccu gemonteerd. Op het bagagerek kon een tweede zweefzadel gemonteerd worden. In 1950 werd de 300.000ste Zündapp geproduceerd, een DB 201. De DB 201 ging in 1951 uit productie. De DB 202 uit 1951 was de eerste Zündapp met achtervering; er was een Jurisch plunjervering toegepast, die middels een grote, zeshoekige moer zelfs afgesteld kon worden. De machine kreeg voetschakeling en een vierversnellingsbak. In 1952 werd de productie beëindigd. De DB 203 Comfort en de DB 204 Norma kwamen gelijktijdig, in 1952, op de markt. De 203 Comfort was de luxeversie van de twee, met hoogglans lak, een dubbele Bing carburateur, twee uitlaatpoorten en dus ook twee uitlaatdempers en plunjervering. De spaarversie was de 204 Norma, zonder achtervering, met slechts één uitlaatpoort en één uitlaatdemper, maar mét dezelfde dubbele Bing carburateur. Deze beide modellen verdwenen alweer in 1953, toen een soort mengeling van beide modellen verscheen: de DB 234 Norma Luxus. Deze had het eenvoudige motorblokje van de Norma, maar het rijwielgedeelte met achtervering van de Comfort en een gesloten kettingkast.

- KS 601, KS 601 S en KS 601 ES: In 1951, het laatste productiejaar van de KS 600, verscheen de opvolger KS 601 al op de markt. De KS 600 dateerde feitelijk al uit 1938, en was hopeloos verouderd. Er was geen achtervering toegepast, de machine had nog een plaatframe en een trapeziumvork. BMW had al in 1950 de R 51/2 uitgebracht, een 500cc-model met een buisframe, plunjer achtervering, telescoopvork en een vermogen van 24 pk. De 600cc-KS 601 leek er veel op, maar leverde met zijn grotere cilinderinhoud 28 pk. Daarvoor was de enkele carburateur van de KS 600 vervangen door twee Bing carburateurs. De hoofdkleur werd lindegroen, de enige kleur die voor burgers te koop was. Overheidsdiensten kregen de machines in andere kleuren geleverd. Voor douane en politie donkergroen, voor het leger zwart. De Amerikanen kregen de machines in wijnrood geleverd. De KS 601 had een bijzondere telescoopvork waarbij een enkele schokdemper centraal tussen de veerbenen geplaatst was. Het werd een geliefde zijspantrekker. De slecht bruikbare middenbok, waarvoor de berijders de machine helemaal over zijn dode punt moesten trekken, werd in 1952 vervangen door een exemplaar met een ratelmechanisme. Daarmee hoefde de bok alleen de grond te raken om de machine rechtop te houden. Daardoor stond een KS 601 een beetje vreemd op de bok; het leek op de machine niet goed opgebokt was. De concurrentiestrijd was echter nog maar net begonnen. BMW zette vol in op de 600cc-modellen. Slechts één jaar leverde het de R 67, die 26 pk leverde, maar in 1951 verscheen al de 28 pk sterke R 67/2. Dat had er ook mee te maken dat de KS 601 veel meer trekkracht bij lage toerentallen leverde en bovendien 325 DM goedkoper was dan de BMW. In 1952 brachten beide merken een sportmodel uit: Zündapp kwam met de 34 pk sterke KS 601 S(port) en BMW met de R 68, die 35 pk leverde. Bij de Duitse terreinwedstrijden, met name in de zijspanklasse, vochten BMW en Zündapp een harde strijd uit, die in 1955, '56 en '57 in het voordeel van Zündapp werd beslist. Toen Zündapp haar fabrieksteam terugtrok, namen privérijders het stokje probleemloos over. BMW richtte zich in die tijd echter meer op de zijspanrace, en werd tussen 1954 en 1974 negentienmaal wereldkampioen. BMW ontdekte dat de telescoopvork het toegenomen vermogen niet kon verwerken en nam opnieuw een technische voorsprong door de Vollschwingen modellen uit te brengen: De R 69 uit 1955 kreeg vóór een Earles voorvork en achter was de plunjervering vervangen door een swingarm. In 1956 bracht Zündapp een exclusief model uit voor de Amerikaanse markt: de KS 601 ES (Elastic Sport). Deze machine had een duozadel en een swingarm achtervering, maar wel nog de telescoopvork. Het motorblok kwam van de Sport en leverde dus ook 34 pk. In 1957 gingen zowel de KS 601 als de KS 601 ES uit de handel, de KS 601 S hield het tot in 1958 vol. Bij de verhuizing van de productie naar München ging de KS 601 niet mee. Zündapp stopte voorgoed met de productie van de zware boxermotoren.

##### Technische gegevens van KS 601
| Zündapp         | KS 601                  | KS 601 S                | KS 601 ES               |                     |
| --------------- | ----------------------- | ----------------------- | ----------------------- | ------------------- |
| Periode         | 1951-1957               | 1952-1958               | 1956-1957               |                     |
| Categorie       | toer                    | sport                   | sport                   |                     |
| Motortype       | kopklepmotor            | kopklepmotor            | kopklepmotor            |                     |
| Bouwwijze       | tweecilinder boxermotor | tweecilinder boxermotor | tweecilinder boxermotor |                     |
| Plaatsing       | langs                   | langs                   | langs                   |                     |
| Boring          | 75 mm                   | 75 mm                   | 75 mm                   |                     |
| slag            | 76,6 mm                 | 76,6 mm                 | 76,6 mm                 |                     |
| Cilinderinhoud  | 597 cc                  | 597 cc                  | 597 cc                  |                     |
| Max. Vermogen   | 28 pk bij 4.700 tpm     | 34 pk bij 6.000 tpm     | 34 pk bij 6.000 tpm     | 34 pk bij 6.000 tpm |
| Topsnelheid     | 140 km/h                | 155 km/h                | 155 km/h                |                     |
| Aandrijving     | cardanas                | cardanas                | cardanas                |                     |
| Versnellingen   | 4                       | 4                       | 4                       |                     |
| Rijwielgedeelte | dubbel wiegframe        | dubbel wiegframe        | dubbel wiegframe        |                     |
| Leeg gewicht    | 224 kg                  | 216 kg                  | 216 kg                  |                     |
| Voorvork        | telescoop               | telescoop               | telescoop               |                     |
| Achtervork      | plunjervering           | plunjervering           | swingarm                |                     |

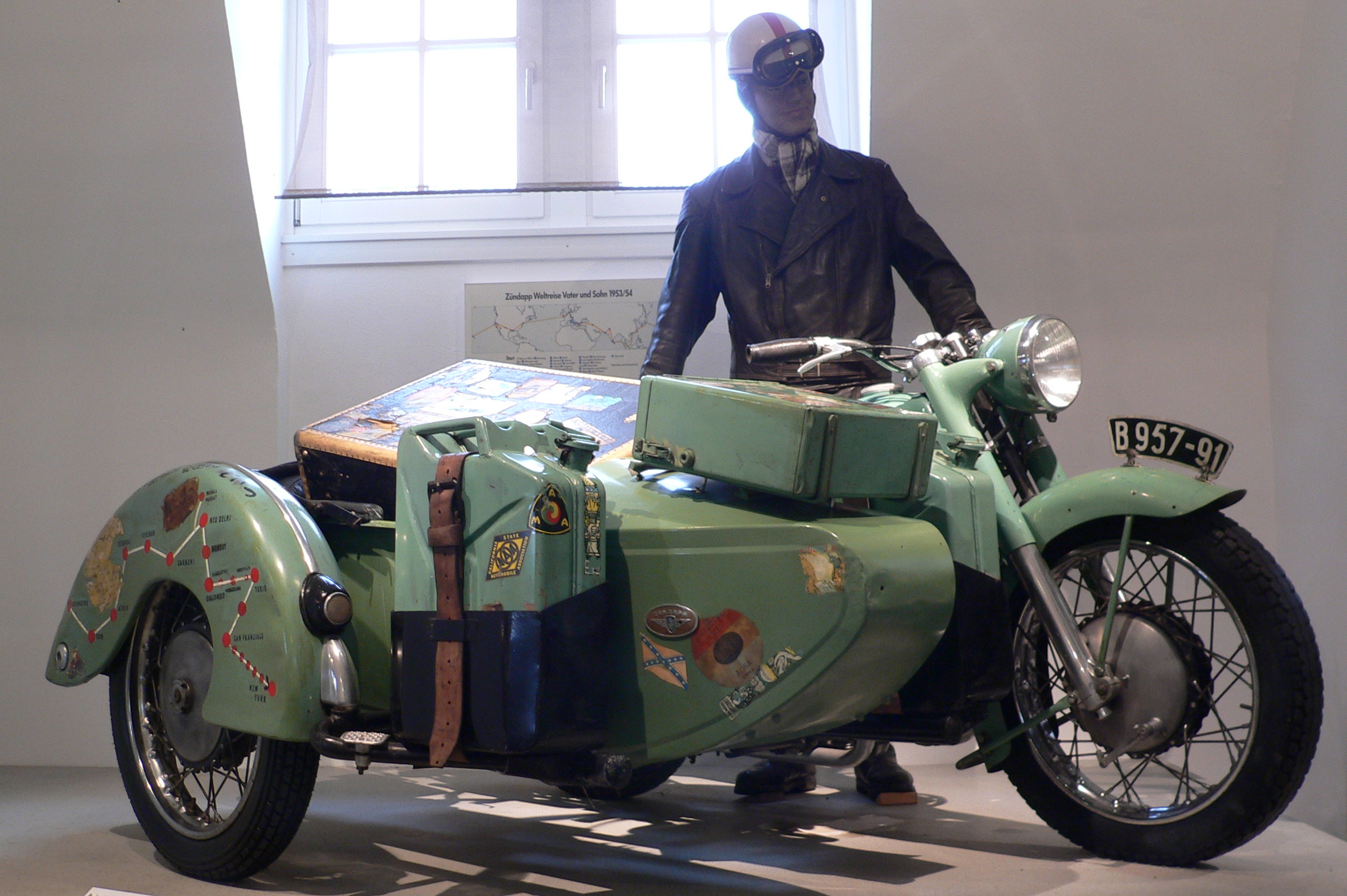
KS 601, de Grüne Elefant

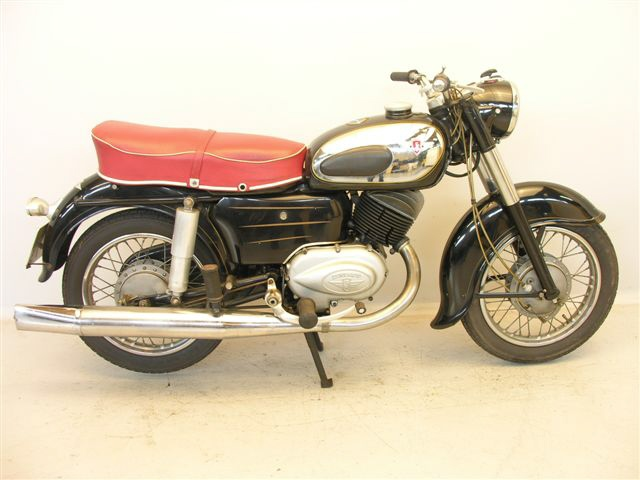
250 S uit 1962

- B 250 prototype: In het begin van de jaren vijftig kwamen motorfietsen met overvloedig plaatwerk in de mode. Althans, veel fabrikanten gingen mee met deze ontwerpstijl, die onder meer de Victoria Swing en de Triumph Twenty One opleverde. Zündapp bouwde in 1953 een 250cc-prototype volgens dit concept. Men gebruikte hiervoor niet de gebruikelijke tweetaktmotoren, maar een kleine boxermotor. Dit was waarschijnlijk dezelfde motor die ook in de eerste scooter-ontwerpen werd gebruikt. De B 250 kreeg een schommelvoorvork en een swingarm achter, maar tot productie kwam het niet.

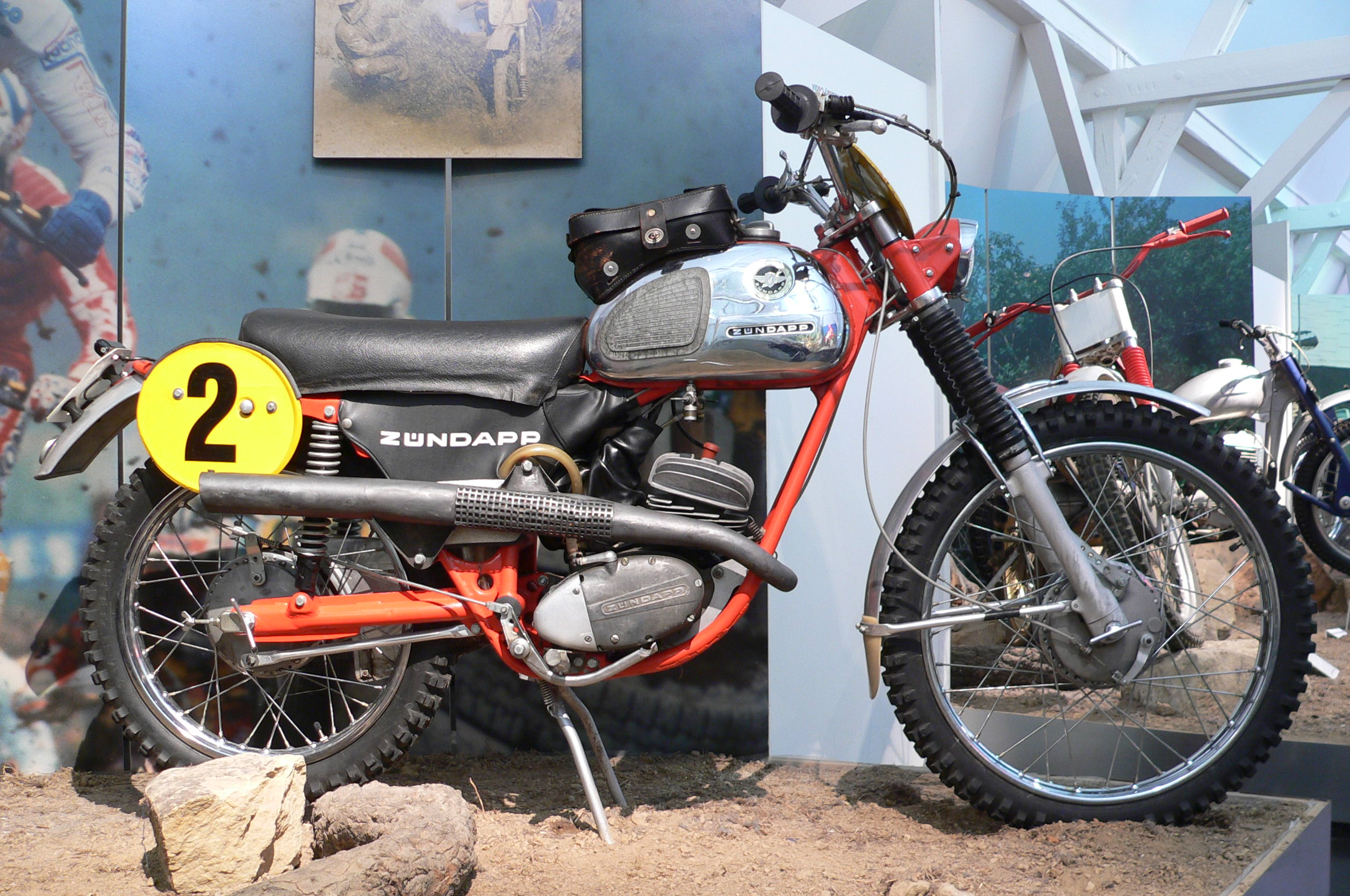
GS 50 uit 1966

- DB 205 Elastic 200 en DB 255 Elastic 250: Een beetje van de techniek van het B 250 prototype én de Bella scooters werd toegepast in twee modellen die in 1953 op de markt kwamen. De DB 205 Elastic 200 en de DB 255 Elastic 250 kregen de swingarm achtervork, die ook de naam Elastic opleverde. De overvloed aan plaatwerk was niet overgenomen. Integendeel, de modellen waren aanmerkelijk sportiever vormgegeven dan de voorgangers uit de DB serie. De cilinders waren weer iets voorover hellend gebouwd, waardoor de motorfietsen lager werden. Ze hadden ook geheel nieuwe brugframes van plaatwerk, vrijwel dezelfde die op de latere bromfietsen werden toegepast. De 200 had de normale boring/slagverhouding die alle 200cc-modellen kenden. De 250 had die van de in 1940 uit productie genomen DB en DBK 250. De machines hadden geen zweefzadels meer, maar werden geleverd met een eenpersoons kussenzadel.

- 200 S en 201 S: In 1955 bracht Zündapp twee geheel nieuwe 200cc-modellen uit. Zelfs de motor was nieuw: de boring/slagverhouding van 60 x 70 mm, die al sinds 1930 was gebruikt, werd veranderd in 64 x 62 mm. De 200 S en de 201 S verschilden maar weinig van elkaar: ze hadden beiden het nu ingeburgerde brugframe en de 200 S had de inmiddels gebruikelijke telescoopvork, maar de 201 S had de toen als nieuw geldende schommelvoorvork. Ze bleven tot in 1958 in productie, en waren de laatste 200cc-motorfietsmodellen van Zündapp. Eigenlijk zagen deze machines er minder modern uit dan hun voorgangers, de Elastic-modellen. Andersom waren die misschien wel te futuristisch voor hun tijd.

- 175 S, 250 S, 175 Trophy S en 250 Trophy S: In 1956 werd het gamma aangevuld met een 175cc-model en een opvolger voor de Elastic 250. Deze 175 S en 250 S hadden beiden een schommelvoorvork, die ze echter, net als hun naam, slechts één jaar zouden houden. In 1957, na het winnen van de Trophy in Internationale Zesdaagse, werd de voorvork vervangen door een telescoopvork en de naam kreeg de toevoeging Trophy. Beide modellen bleven tot 1963 in productie en kregen geen opvolgers meer.

- Citation: Toen het merk Horex in 1956 de productie staakte werden de laatste Horex Imperator tweecilinders in de Verenigde Staten verkocht door Zündapp onder de naam Zündapp Citation. Ze waren wel opgeboord van 400 tot 500 cc, waarschijnlijk door Friedl Münch, die enige jaren eigenaar was van de merknaam Horex en zich ook bezighield met het opwaarderen van de oude Imperator-blokken.

##### Technische gegevens motorfietsen
| Zündapp         | DB 201               | DB 202                      | DB 203 Comfort       | DB 204 Norma         | DB 234 Norma Luxus          | DB 205 Elastic 200          | DB 255 Elastic 250  | B 250                   | 200 S               | 201 S               | 175 S                 | 175 Trophy S          | 250 S                 | 250 Trophy S          |
| --------------- | -------------------- | --------------------------- | -------------------- | -------------------- | --------------------------- | --------------------------- | ------------------- | ----------------------- | ------------------- | ------------------- | --------------------- | --------------------- | --------------------- | --------------------- |
| Periode         | 1950-1951            | 1951-1952                   | 1952-1953            | 1952-1953            | 1953-1955                   | 1953-1955                   | 1954-1955           | 1953                    | 1955-1958           | 1955-1958           | 1956                  | 1957-1963             | 1956                  | 1957-1963             |
| Categorie       | toer                 | toer                        | toer                 | toer                 | toer                        | toer                        | toer                | prototype               | toer                | toer                | toer                  | toer                  | toer                  | toer                  |
| Motortype       | tweetakt             | tweetakt                    | tweetakt             | tweetakt             | tweetakt                    | tweetakt                    | tweetakt            | kopklep                 | tweetakt            | tweetakt            | tweetakt              | tweetakt              | tweetakt              | tweetakt              |
| Bouwwijze       | staande eencilinder  | staande eencilinder         | staande eencilinder  | staande eencilinder  | staande eencilinder         | sloper eencilinder          | sloper eencilinder  | tweecilinder boxermotor | sloper eencilinder  | sloper eencilinder  | sloper eencilinder    | sloper eencilinder    | sloper eencilinder    | sloper eencilinder    |
| Plaatsing       | dwars                | dwars                       | dwars                | dwars                | dwars                       | dwars                       | dwars               | langs                   | dwars               | dwars               | dwars                 | dwars                 | dwars                 | dwars                 |
| Boring          | 60 mm                | 60 mm                       | 60 mm                | 60 mm                | 60 mm                       | 60 mm                       | 67 mm               | 54 mm                   | 64 mm               | 64 mm               | 60 mm                 | 60 mm                 | 67 mm                 | 67 mm                 |
| slag            | 70 mm                | 70 mm                       | 70 mm                | 70 mm                | 70 mm                       | 70 mm                       | 70 mm               | 54 mm                   | 62 mm               | 62 mm               | 62 mm                 | 62 mm                 | 70 mm                 | 70 mm                 |
| Cilinderinhoud  | 198 cc               | 198 cc                      | 198 cc               | 198 cc               | 198 cc                      | 198 cc                      | 246 cc              | 247 cc                  | 197 cc              | 197 cc              | 174 cc                | 174 cc                | 245 cc                | 245 cc                |
| Max. Vermogen   | 7,5 pk bij 4.000 tpm | 7,5 pk bij 4.000 tpm        | 8,5 pk bij 4.250 tpm | 8,3 pk bij 4.600 tpm | 8,3 pk bij 4.600 tpm        | 9,5 pk bij 4.700 tpm        | 13 pk bij 5.200 tpm | 18,5 pk bij 7.000 tpm   | 12 pk bij 5.400 tpm | 12 pk bij 5.400 tpm | 10,5 pk bij 5.400 tpm | 10,5 pk bij 5.400 tpm | 14,5 pk bij 5.500 tpm | 14,5 pk bij 5.500 tpm |
| Topsnelheid     | 85 km/h              | 85 km/h                     | 90 km/h              | 90 km/h              | 85 km/h                     | 95 km/h                     | 100 km/h            | 120 km/h                | 100 km/h            | 100 km/h            | 95 km/h               | 95 km/h               | 110 km/h              | 110 km/h              |
| Aandrijving     | ketting              | ketting                     | ketting              | ketting              | ketting                     | ketting                     | ketting             | cardanas                | ketting             | ketting             | ketting               | ketting               | ketting               | ketting               |
| Versnellingen   | 3                    | 3                           | 4                    | 4                    | 4                           | 4                           | 4                   | 4                       | 4                   | 4                   | 4                     | 4                     | 4                     | 4                     |
| Rijwielgedeelte | buisframe            | buisframe                   | buisframe            | buisframe            | buisframe                   | brug- plaatframe            | brug- plaatframe    | brug- buisframe         | brug- plaatframe    | brug- plaatframe    | brug- plaatframe      | brug- plaatframe      | brug- plaatframe      | brug- plaatframe      |
| Leeg gewicht    | 121 kg               | 125 kg                      | 130 kg               | 122 kg               | 132 kg                      | 141 kg                      | 147 kg              | 165 kg                  | 132 kg              | 132 kg              | 132 kg                | 132 kg                | 136 kg                | 136 kg                |
| Voorvork        | telescoop            | telescoop                   | telescoop            | telescoop            | telescoop                   | telescoop                   | telescoop           | schommel                | telescoop           | schommel            | schommel              | telescoop             | schommel              | telescoop             |
| Achtervork      | star                 | plunjervering               | plunjervering        | star                 | plunjervering               | swingarm                    | swingarm            | swingarm                | swingarm            | swingarm            | swingarm              | swingarm              | swingarm              | swingarm              |
| Voorganger      | DB 200               | DB 201                      | DB 202               | DB 202               | DB 203 Comfort DB 204 Norma | DB 203 Comfort DB 204 Norma | geen                | geen                    | DB 205 Elastic 200  | DB 205 Elastic 200  | geen                  | 175 S                 | DB 255 Elastic 250    | 250 S                 |
| Opvolger        | DB 202               | DB 203 Comfort DB 204 Norma | DB 234 Norma Luxus   | DB 234 Norma Luxus   | 200 S 201 S                 | 200 S 201 S                 | 250 S               | geen                    | geen                | geen                | 175 Trophy S          | geen                  | 250 Trophy S          | geen                  |

#### Bella scooters
In de vroege jaren vijftig begon de groeiende populariteit van de scooter ook tot de Duitse producenten en vooral de dealers door te dringen. Maico bracht in 1950 de bijzondere, door Louis Lepoix ontworpen Maicomobil uit, Hans Glas volgde in 1952 met de Goggo, Hoffmann en NSU leverden ze en BMW experimenteerde met de BMW R 10. Opvallend was dat de Italiaanse merken Vespa en Lambretta vanaf het begin lichte en vlotte modellen maakten, met een meedraaiend voorspatbord, terwijl de Duitsers kozen voor grote, zwaar uitziende modellen met een vast voorspatbord. Omdat het wiel er in moest draaien waren dit ook nog heel brede spatborden, wat het lompe uiterlijk nog versterkte. Al in 1951 besloot men bij Zündapp scooters te gaan produceren. Er werden verschillende merken en typen beproefd, er werden proeven genomen met een tweecilinder tweetakt boxermotor en een langsgeplaatste eencilinder tweetakt, beiden met cardanaandrijving. De ontwerpen bleken te duur voor de productie en men zocht verder tot men bij de Moto Parilla uit kwam. Deze had een aantal voordelen: de tunnel onder de carrosserie zorgde voor rijwindkoeling, de 30 cm (12 inch) wielen benaderden de stabilteit van een motorfiets en de motor lag vlak vóór het achterwiel, waardoor een laag zwaartepunt en een goede gewichtsverdeling ontstond. Men onderhandelde met Parilla over licentiebouw, maar dat mislukte. Daarop besloot men de Moto Parilla zo goed mogelijk na te maken, zonder het risico op een proces te lopen. De DB 204 motor werd verkleind (zowel de boring als de slag), waardoor een 147cc-motortje ontstond. Zündapp bracht in 1953 de Bella R 150 scooter op de markt. Deze was nog steeds niet erg lichtvoetig vormgegeven, maar het voorspatbord was kleiner en draaide met het wiel mee. Er werden lichtmetalen schijfwielen en een telescoopvork toegepast. De Bella was de eerste Zündapp met een swingarm achtervork. Deze had twee veerelementen, maar slechts één schokdemper. Het machientje haalde 80 km/h. Met zijn bijna 150 cc was de Bella ook relatief zwaar: 125 cc was voor scooters in het begin van de jaren vijftig nog gangbaar. De R 150 werd meteen een verkoophit: in drie jaar tijd werden er ruim 18.000 verkocht. De Amerikaanse importeur Joe Berliner bestelde een bijzondere uitvoering, de Suburbanette. Dit was een uitgeklede R 150, waar de motorafdekking was weggezaagd. Daardoor werd de scooter 24 kg lichter en 8 km/h sneller. De Suburbanette was uitsluitend in het rood leverbaar en er werden er 370 van verkocht. In 1954 moest Zündapp alsnog met een 200cc-model komen, nadat de Goggo 200 was verschenen. Dit werd de R 200 die in 1955 alweer werd opgevolgd, nadat er bijna 27.000 exemplaren verkocht waren. In 1955 verschenen de Bella R 151 en R 201, die een startmotor hadden. Daarom werd een tweede 6-volt-accu aangebracht, waardoor de scooters een 12 V-installatie kregen. Ze waren te herkennen aan de grote accukast onder het stuur. De R 151 werd al in 1956 opgevolgd door de R 153, die goedkoper en lichter was. De R 203 verscheen in 1956 en bleef tot 1958 in productie. De laatste 200cc-versie was de R 204 uit 1958, die de motor van de 200 S motorfiets kreeg, met de licht voorover hellende cilinder. Daardoor steeg ook het vermogen tot 12 pk. De R 175 S kwam in 1961 in productie, maar daarvan werden slechts 2.000 stuks gebouwd. De productie van de zware scooters van Zündapp eindigde in 1964. Vanaf dat jaar werden alleen nog 50cc-scooters gebouwd.

##### Technische gegevens
| Zündapp Bella   | R 150                               | Suburbanette                        | R 151                               | R 153                               | R 154                               | R 200                               | R 201                               | R203                                | R 204                               | R 175 S                             |
| --------------- | ----------------------------------- | ----------------------------------- | ----------------------------------- | ----------------------------------- | ----------------------------------- | ----------------------------------- | ----------------------------------- | ----------------------------------- | ----------------------------------- | ----------------------------------- |
| Periode         | 1953-1955                           | 1954                                | 1955                                | 1956                                | 1956-1958                           | 1954-1958                           | 1956                                | 1956-1958                           | 1958-1964                           | 1961-1964                           |
| Productieaantal | 18.290                              | 370                                 | 2.500                               | 6.100                               | 12.090                              | 26.900                              | 27.000                              | 18.800                              | 17.000                              | 2.000                               |
| Categorie       | scooter                             | scooter                             | scooter                             | scooter                             | scooter                             | scooter                             | scooter                             | scooter                             | scooter                             | scooter                             |
| Motortype       | tweetakt                            | tweetakt                            | tweetakt                            | tweetakt                            | tweetakt                            | tweetakt                            | tweetakt                            | tweetakt                            | tweetakt                            | tweetakt                            |
| Bouwwijze       | rijwindgekoelde staande eencilinder | rijwindgekoelde staande eencilinder | rijwindgekoelde staande eencilinder | rijwindgekoelde staande eencilinder | rijwindgekoelde staande eencilinder | rijwindgekoelde staande eencilinder | rijwindgekoelde staande eencilinder | rijwindgekoelde staande eencilinder | rijwindgekoelde staande eencilinder | rijwindgekoelde staande eencilinder |
| Plaatsing       | dwars                               | dwars                               | dwars                               | dwars                               | dwars                               | dwars                               | dwars                               | dwars                               | dwars                               | dwars                               |
| Boring          | 57 mm                               | 57 mm                               | 57 mm                               | 57 mm                               | 57 mm                               | 64 mm                               | 64 mm                               | 64 mm                               | 64 mm                               | 60 mm                               |
| slag            | 58 mm                               | 58 mm                               | 58 mm                               | 58 mm                               | 58 mm                               | 62 mm                               | 62 mm                               | 62 mm                               | 62 mm                               | 62 mm                               |
| Cilinderinhoud  | 147 cc                              | 147 cc                              | 147 cc                              | 147 cc                              | 147 cc                              | 198 cc                              | 198 cc                              | 198 cc                              | 198 cc                              | 175 cc                              |
| Max. vermogen   | 7,3 pk bij 4.700 tpm                | 7,3 pk bij 4.700 tpm                | 7,3 pk bij 4.700 tpm                | 7,3 pk bij 4.700 tpm                | 7,3 pk bij 4.700 tpm                | 10 pk bij 5.200 tpm                 | 10 pk bij 5.200 tpm                 | 10 pk bij 5.200 tpm                 | 12 pk bij 5.400 tpm                 | 11 pk bij 5.400 tpm                 |
| Max. koppel     | 12 Nm bij 3.350 tpm                 | 12 Nm bij 3.350 tpm                 | 12 Nm bij 3.350 tpm                 | 12 Nm bij 3.350 tpm                 | 12 Nm bij 3.350 tpm                 | 15,7 Nm bij 4.000 tpm               | 15,7 Nm bij 4.000 tpm               | 15,7 Nm bij 4.000 tpm               | 15,7 Nm bij 4.000 tpm               | onbekend                            |
| Topsnelheid     | 80 km/h                             | 88 km/h                             | 80 km/h                             | 80 km/h                             | 80 km/h                             | 90 km/h                             | 90 km/h                             | 90 km/h                             | 95 km/h                             | 90 km/h                             |
| Aandrijving     | ketting                             | ketting                             | ketting                             | ketting                             | ketting                             | ketting                             | ketting                             | ketting                             | ketting                             | ketting                             |
| Versnellingen   | 4                                   | 4                                   | 4                                   | 4                                   | 4                                   | 4                                   | 4                                   | 4                                   | 4                                   | 4                                   |
| Rijwielgedeelte | open dubbel wiegframe               | open dubbel wiegframe               | open dubbel wiegframe               | open dubbel wiegframe               | open dubbel wiegframe               | open dubbel wiegframe               | open dubbel wiegframe               | open dubbel wiegframe               | open dubbel wiegframe               | open dubbel wiegframe               |
| Leeg gewicht    | 130 kg                              | 106 kg                              | 141 kg                              | 137 kg                              | 137 kg                              | 139 kg                              | 146 kg                              | 146 kg                              | 146 kg                              | 146 kg                              |
| Voorvork        | telescoop                           | telescoop                           | telescoop                           | schommel                            | schommel                            | telescoop                           | telescoop                           | schommel                            | schommel                            | schommel                            |
| Achtervork      | swingarm                            | swingarm                            | swingarm                            | swingarm                            | swingarm                            | swingarm                            | swingarm                            | swingarm                            | swingarm                            | swingarm                            |

#### Combimot

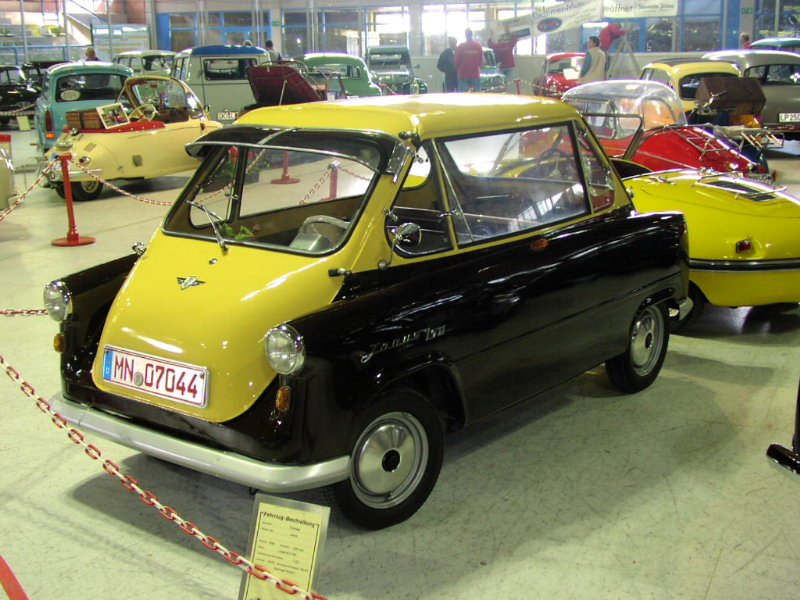
Janus uit 1957

Eind 1952 begon in München de productie van een 48cc-clip-on motor. Deze Combimot KM 48, die 1,5 pk leverde en ongeveer 6½ kilo woog, kon op verschillende manieren aan een fiets gemonteerd worden. Zündapp leverde ook complete gemotoriseerde fietsen, waarbij de frames bij TWN of Hercules (beiden in Neurenberg) ingekocht werden. Dit was de Zündapp Combinette 1b, de eerste Zündapp bromfiets. Ook in Duitsland was voor motorfietsen tot 50 cc geen rijbewijs vereist. De connectie met Neurenberg was ondanks de productie in München groot; ook het daar gevestigde Ferbedo gebruikte de Combimot voor haar scootertjes. In 1954 waren er al 150.000 Combimot motortjes geleverd, ook al omdat ze ook in speciale 70cc-versies voor de aandrijving van generatoren (SE 70) of compressoren, zaag- en boormachines (SM 70) werden gebouwd. De Combimot BM 70 was een buitenboordmotor. In 1957 werd de eerste echte bromfiets gepresenteerd: de Falconette. Tot 1962 werd deze geproduceerd in verschillende uitvoeringen, zowel met rijwindkoeling als geforceerde luchtkoeling, met drie- of vier versnellingen. Exportmodellen werden met 70- en 75cc-motoren geleverd.

#### Janus dwergauto
Al in de vroege jaren vijftig werden dwergauto's populair en ook de Zündapp directeuren Neumeyer en Mann dachten erover ze te gaan produceren. Ze twijfelden er echter (te) lang over en toen het besluit viel was de markt al vrijwel verzadigd. Vele kleine fabrikanten, maar ook grote, zoals BMW (met de Isetta), Glas (met de Goggomobil) en Messerschmidt (met de Kabinenroller) hadden zich op die markt begeven. Daarom besloot men niet de tijd te nemen zelf een mini-auto te ontwikkelen, maar te rade te gaan bij andere producenten. De Elektromaschinenbau Fulda GmbH had de Fuldamobil gebouwd. Men dacht deze goedkoop te kunnen bouwen, maar toen de Zündapp technici gingen proberen het voertuig aan te passen aan de hogere kwaliteitseisen die bij Zündapp pasten, bleef van deze plannen niet veel over. Het resulteerde in een afkoopsom van 40.000 DM voor Fulda en het vernietigen van de bij Fulda aangeschafte machines en gereedschappen. Na de Alzmetall Spatz (te brandbaar vanwege de polyester carrosserie) kwam de Dornier Delta in beeld. Deze vertoonde wel wat gelijkenis met de Isetta, maar had vóór en achter een deur, terwijl de inzittenden met de rug naar elkaar toe zaten. Na een positief advies van enkele journalisten ging de nieuwe Zündapp Janus in productie. De naam Janus was afgeleid van de Romeinse God Ianus, die twee gezichten had. Men wilde eigenlijk de 600cc-motor van de KS 601 gebruiken, maar koos vanwege de productiekosten én het feit dat er in Duitsland een rijbewijscategorie tot 250 cc bestond, te kiezen voor een 14 pk sterke 250cc-tweetaktmotor. Die werd tussen de beide zittingen gebouwd, waardoor een welhaast ideaal zwaartepunt ontstond. De productie begon in 1957. Men moest ongeveer 12.000 exemplaren verkopen om uit de kosten te komen, maar in het eerste jaar werden er slechts 1.731 stuks afgeleverd. Ook in 1958 liepen de verkopen zwaar tegen. In totaal werden slechts ca. 6.900 stuks van de Janus gebouwd. De fabriek stond aan de rand van het faillissement. Om dat te voorkomen werd de fabriek in Neurenberg verkocht aan Bosch en de tweedehands aangeschafte pers voor de carrosserieën werd verkocht aan concurrent Hans Glas.

### Jaren zestig

#### Bedrijf
In het begin van de jaren zestig was Zündapp nog actief op de motorfietsmarkt met de 175 Trophy S en de 250 Trophy S en ook de Bella scooters werden nog gemaakt. Vanaf 1964 was het echter afgelopen, en werden er alleen nog bromfietsen en kleine scooters gemaakt.

#### Motorfietsen en bromfietsen
In 1962 verscheen de KS 50, wellicht de bekendste lichte Zündapp, die het in verschillende uitvoeringen zou uithouden tot aan de sluiting van de fabriek in 1984. Hij werd geleverd met rijwind- en geforceerde luchtkoeling, de duurste uitvoeringen hadden thermosifonkoeling, waarbij geen waterpomp nodig was. De populairste uitvoering was de KS 50 Sport, het type 517, waarvan ook een crossversie gemaakt werd. In ongeknepen toestand haalde de machine 90–95 km/h, maar als bromfiets was dat uiteraard slechts 40 km/h. Tussen 1963 en 1966 werd een 100cc-model gebouwd, de KS 100. In 1964 verschenen twee lichte scootermodellen, de R 50 en de RS 50. De RS verdween in 1964 alweer, maar de R 50 bleef tot 1984 in productie. In 1965 verscheen de Automatic Mofa, een automaat met centrifugaalkoppeling, die in verschillende uitvoeringen tot 1977 in productie bleef. De Mofas haalden 25 km/h, de Automatic Moped-uitvoering liep 40 km/h. De Bergsteiger uit 1965 was een schakelbrommer met twee versnellingen die in twee uitvoeringen geleverd werd: de M 25 en de M 50, waarbij de typeaanduidingen de maximumsnelheid aangaven. De Bergsteiger bleef tot 1977 in productie. Eveneens in 1965 verscheen de RS 50 Super met vier versnellingen, voetschakeling en geforceerde luchtkoeling. Deze bleef tot 1980 in productie. De C 50 Sport, eveneens uit de 517 serie (van 1967 tot 1976) had drie versnellingen een aanvankelijk ook geforceerde luchtkoeling, die later werd vervangen door rijwindkoeling. De oorspronkelijke KS 100 werd in 1968 opgevolgd door het type 518 met vijf versnellingen. Hij had nu een topsnelheid van 100 km/h. Ook in 1968 verscheen de C 50 Super, een Mokick met een lage instap die 40 km/h haalde, maar daarnaast kwam ook een Moped-versie met 25 km/h.

### Jaren zeventig

#### Bedrijf
In de jaren zeventig leverde Zündapp alleen nog lichte motorfietsen, maar de verkoop van Mopeds, Mofa's en Mokicks werd in Duitsland steeds moeilijker. De invoering van de helmplicht in 1978 deed de verkopen dalen, evenals de invoering van de verplichte aansprakelijkheidsverzekering. Bovendien waren Zündapps veel robuuster, maar daardoor ook veel duurder geconstrueerd dan andere bromfietsen en lichte motorfietsen. De KS 175 MC had bijvoorbeeld dezelfde Brembo voorrem als de veel zwaardere BMW R 80. Zündapp ging motoren als inbouwmotor leveren aan andere merken. Feitelijk was men daar al in de jaren zestig mee begonnen, toen men afspraken maakte met het Portugese merk Casal. Ook het Italiaanse Laverda gebruikte voor zijn lichte modellen Zündapp motoren. In 1976 bouwde men bij Zundapp een prototype van een 350cc-tweecilinder, de KS 350, die het productiestadium niet haalde. Om extra inkomsten te genereren ging men ook grasmaaiers produceren.

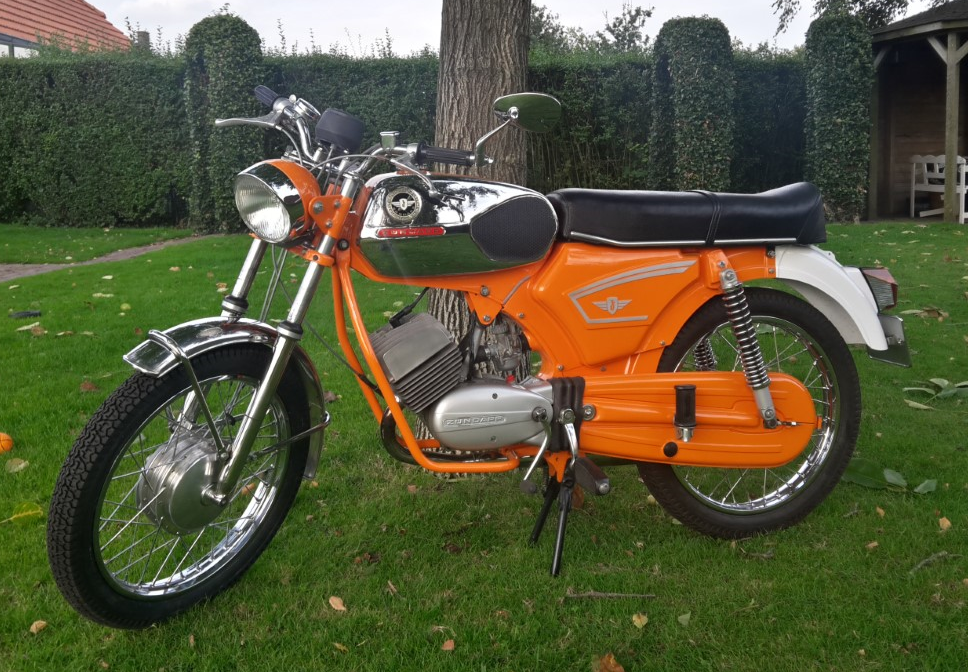
GTS 50 Super (1973)

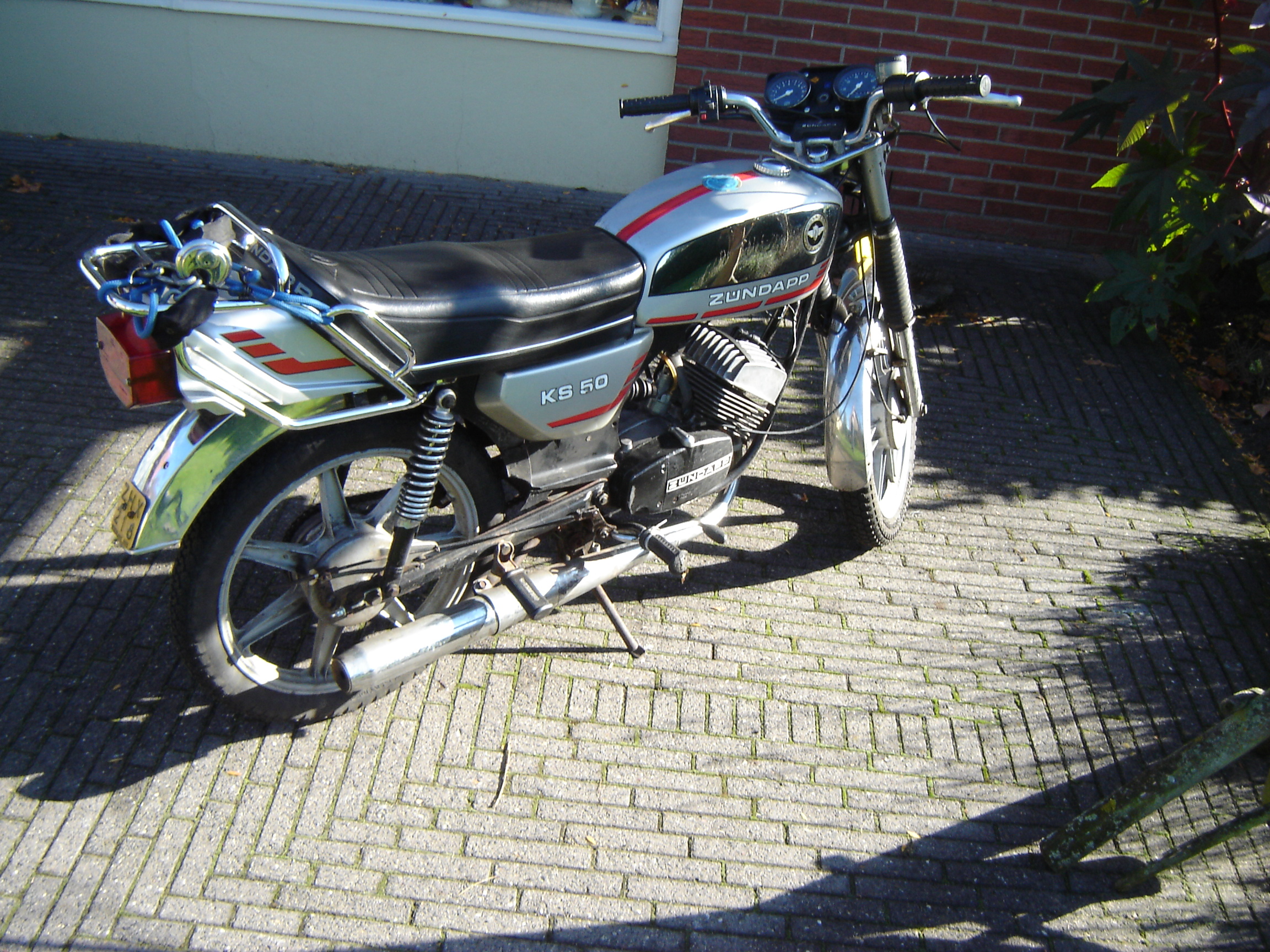
KS 50

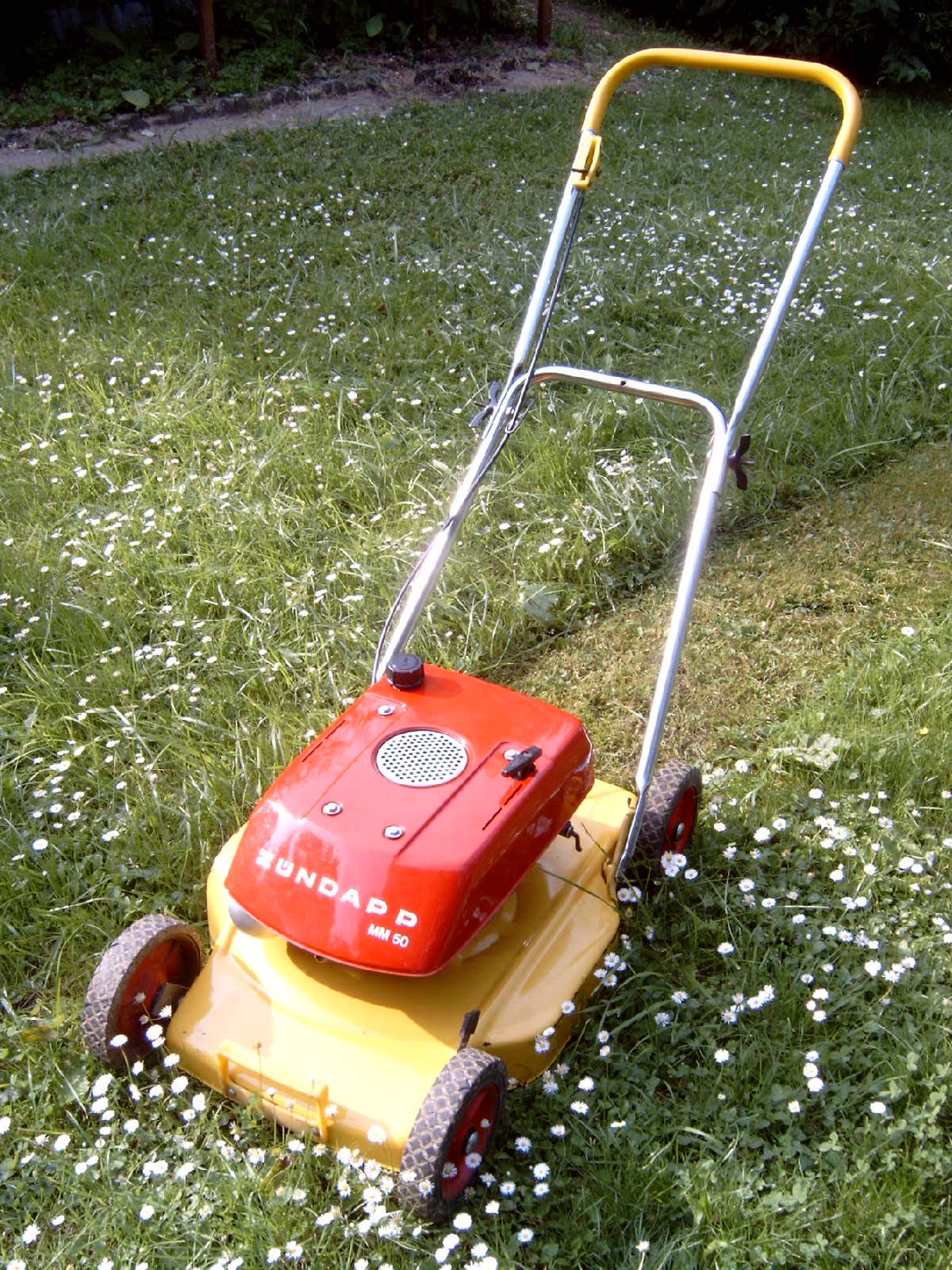
MM 50 107 cc motormaaier

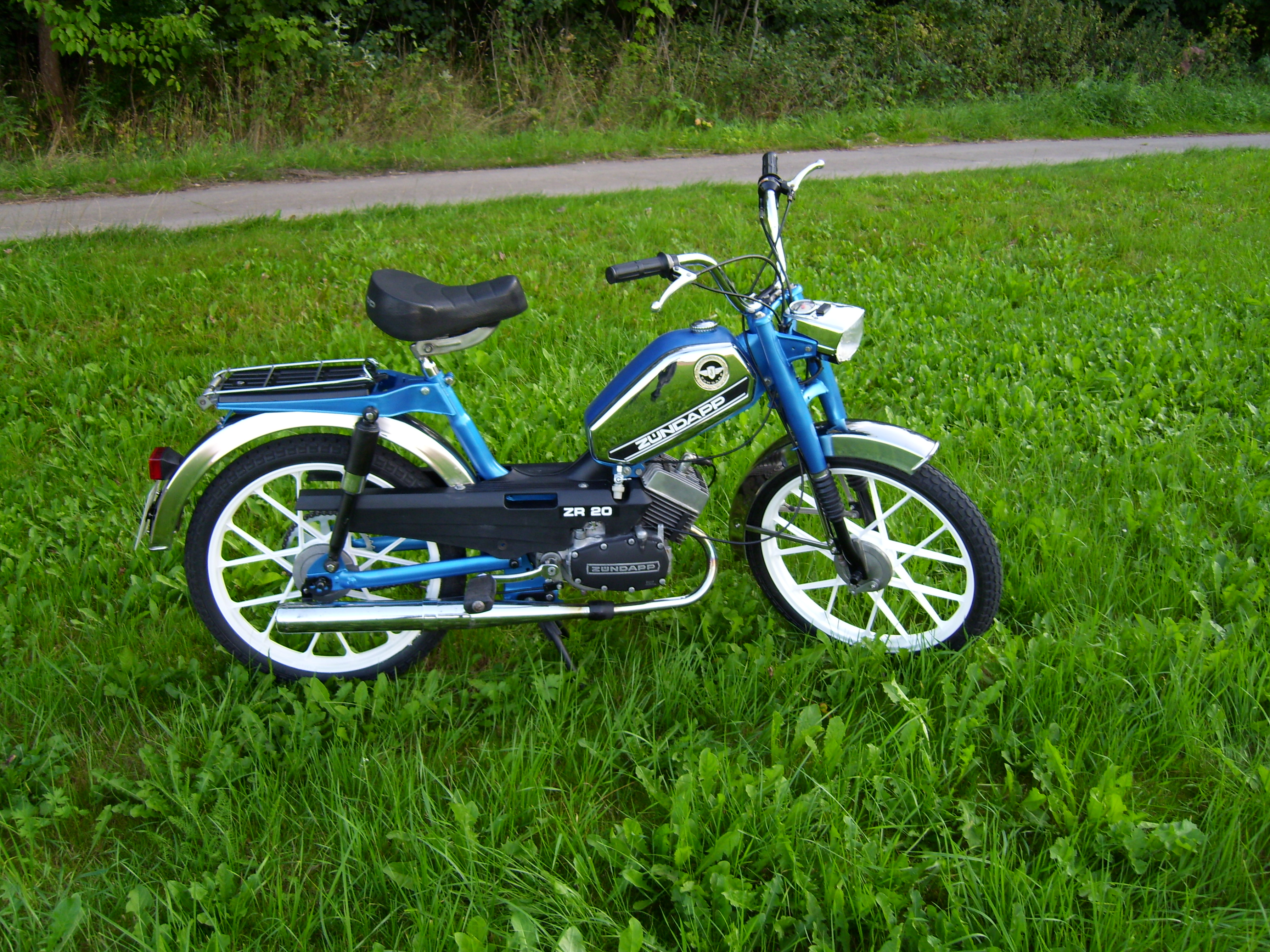
ZR 20

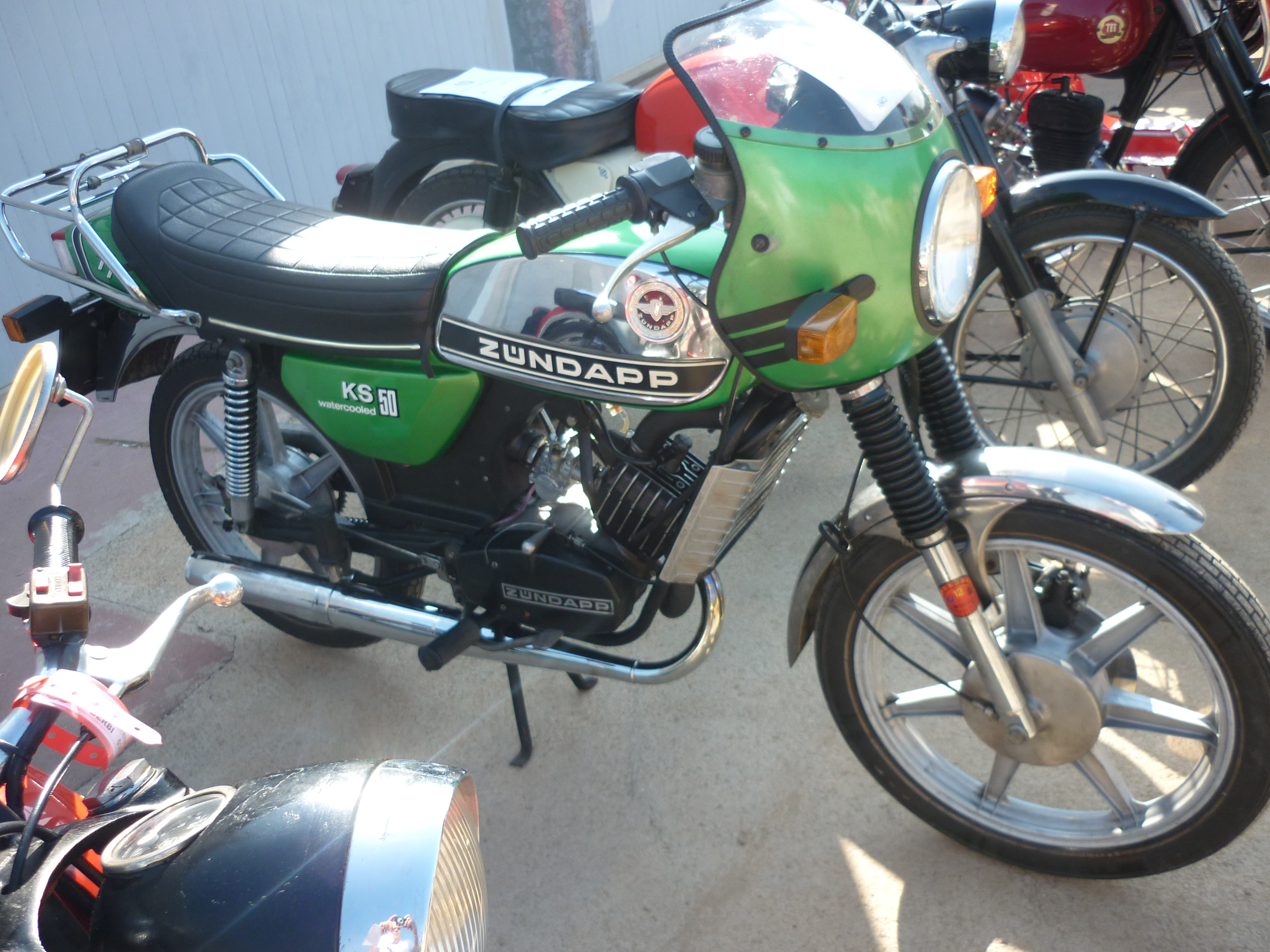
KS 50 WC

#### Motorfietsen en bromfietsen
In de jaren zeventig borduurde Zündapp verder op de 517 serie. De GTS 50 modellen waren moderner en strakker vormgegeven, maar hadden in grote lijnen dezelfde, inmiddels rijwindgekoelde motoren. Ze kwamen in verschillende versies op de markt. In 1973 kwam Zündapp met de GTS 50 Super en de watergekoelde versie van deze Nederlandse bromfiets. In 1976 kwam de watergekoelde versie van de populaire KS 50. Er werden verschillende snorfietsen (Mofa's) uitgebracht: de ZR 20 (1976-1981), de ZD 20 (1976-1981), de ZR 10 (1977-1980) en de ZB 22 (1979-1980). Bromfiets (Mokick)-uitvoeringen die 40 km/h haalden waren de ZD 40 (1976-1981), de ZR 30 (1977-1980), de ZD 30 (1978-1979) en de ZD 50 TS (1979-1980). Zündapp was nog steeds actief op het gebied van motocross en enduro met de modellen GS 50, GS 75, GS 125 en MC 125. De zwaardere straatmodellen waren de KS 125 Sport en de KS 175 WC, een sportief model dat zelfs een stuurkuipje had.

#### Grasmaaiers
Om extra inkomsten te verkrijgen ging Zündapp in de jaren zeventig ook grasmaaiers produceren. Uiteraard werden veel modellen aangedreven door tweetaktmotoren, die zelfs met elektronische ontsteking en startmotor aangeboden werden, maar daarnaast waren er ook elektrische en accu-versies. Ze waren echter alleen via het Zündapp dealernetwerk te koop. Daar gingen de klanten voor een grasmaaier natuurlijk niet zoeken, en bovendien was het netwerk tamelijk beperkt. Hoewel er veel verschillende modellen te koop werden aangeboden, was het grasmaaierproject geen succes.

### Jaren tachtig

#### Bedrijf
In de jaren tachtig werden nog een aantal vernieuwde modellen uitgebracht, waarbij vooral de Hai 50 met zijn haaietandenstickers in straat- en enduroversie opviel. Door gewijzigde Duitse wetgeving ging men 80cc-modellen bouwen, waarmee ook aan het Wereldkampioenschap wegrace werd deelgenomen. Stefan Dörflinger won de 80cc-titel in 1984 met zijn Zündapp, terwijl ook de constructeurstitel naar Zündapp ging. De markt voor lichte motorfietsen en bromfietsen was echter intussen ingenomen door de Japanse concurrentie. In 1984 moest Dieter Neumeyer, kleinzoon van de oprichter en sinds 1971 directeur, zijn bedrijf verkopen. Alle machines en ontwerptekeningen gingen naar het Chinese bedrijf Tianjin. In Portugal werden nog Zündapps gebouwd door het bedrijf Famel-Zündapp en ook in India liep de productie nog enige tijd door. Tianjin levert nog steeds de Zündapp lichte motorfietsen. Het laatste wapenfeit van Zündapp was een tweede wereldtitel voor Stefan Dörflinger in 1985. In de boeken staat zijn machine als Krauser, maar in feite was dit dezelfde motor die hij in 1984 had gebruikt.

## Trivia
- Grüner Elefant en het Elefantentreffen: Een van de leverbare kleuren van de KS 601 was lindegroen, waardoor de machine van journalist Carl Hertweck de bijnaam Grüner Elefant kreeg. Toen journalist Ernst Leverkus in 1956 met een aantal KS 601-rijders een motortreffen op het Solitude circuit bij Stuttgart organiseerde, ontstond het beroemde Elefantentreffen, dat nog steeds bestaat.
- Spot- en bijnamen voor het merk Zündapp:
  - Zündapp KS 100: Klotenstoter (vanwege de hoge, bullige tank)
  - Zündapp KS 601-zijspancombinatie: Grüne Elefant
  - Zündappversie 529-530: Bolle Dapp, Bobslee
  - Groene Zündapp van het type 517: Boswachter
  - Goudkleurige Zündapp van het type 517: Goudhaan